# Carlos Sainz Jr.
Carlos Sainz Vázquez de Castro (Madrid, 1 de septiembre de 1994), más conocido como Carlos Sainz Jr. o simplemente Carlos Sainz, es un piloto de automovilismo español. De 2010 a 2014 formó parte del Equipo Júnior de Red Bull, ganando la Fórmula Renault NEC en 2011 y Fórmula Renault 3.5 Series en 2014. Debutó en Fórmula 1 con Toro Rosso al año siguiente, donde se mantuvo hasta 2017, temporada en la que firmó con el equipo Renault. En 2019 y 2020 compitió con McLaren. Desde 2021 hasta 2024 fue piloto de la escudería Ferrari, donde obtuvo sus mejores resultados en el campeonato. En 2025 forma parte del equipo Williams.
En noviembre de 2019, logró su primer podio con McLaren en el Gran Premio de Brasil tras salir en la última posición y terminar tercero, sumándose a Alfonso de Portago, Pedro de la Rosa y Fernando Alonso, uno de los cuatro pilotos españoles que han alcanzado el podio en Fórmula 1, repitiendo en el Gran Premio de Italia de 2020, donde se quedó a las puertas de su primera victoria con una ajustada segunda posición. En sus dos temporadas con la escudería de Woking resultó sexto en la clasificación de pilotos, la página oficial de la Fórmula 1 realizó una votación al mejor piloto de 2019, siendo votado como el tercer mejor piloto de la temporada según los aficionados, solo por detrás de Lewis Hamilton y Max Verstappen.
El 14 de mayo de 2020 se anunció su fichaje con Scuderia Ferrari para 2021, reemplazando al tetracampeón del mundo Sebastian Vettel, temporada donde logró cuatro podios, finalizando en quinta posición en su primera temporada. En 2022 logró su primera victoria en el Gran Premio de Gran Bretaña, donde también obtuvo su primera pole position, convirtiéndose en el segundo español después de Fernando Alonso en ganar un Gran Premio, repitiendo en quinta posición en la clasificación y consiguiendo 9 podios para el equipo. En septiembre de 2023 sumó su segunda victoria en el Gran Premio de Singapur, donde Lewis Hamilton le privó de lograr un Grand Chelem al hacer la vuelta rápida, en una carrera donde repitió desde la pole position y lideró todas las vueltas. Una vez anunciada su marcha de la escudería de Maranello en 2024 y tras una operación de apendicitis, obtuvo el tercer triunfo de su carrera en el Gran Premio de Australia, repitiendo victoria en el Gran Premio de la Ciudad de México, tras salir en pole position.
En el Gran Premio de Australia de 2025, Sainz se convirtió en el cuarto piloto de la historia en competir con los tres grandes equipos clásicos de la Fórmula 1, McLaren, Ferrari y Williams, uniéndose así a Jacky Ickx, Alain Prost y Nigel Mansell.
Carlos Sainz Jr. es el segundo piloto con mayor número de carreras antes de su primer podio: 101, el piloto con mayor número de podios en diferido: 3 (el piloto lo obtuvo tras la ceremonia), es el sexto piloto con más carreras seguidas finalizadas en la historia de la categoría: 31, desde el Gran Premio de Eifel 2020 hasta el Gran Premio de Arabia Saudita 2022, y formó parte del podio con menor media de edad hasta el momento junto a Max Verstappen y Pierre Gasly en Brasil 2019 (23 años, 8 meses, 23 días), entre otros registros.
Es hijo del piloto Carlos Sainz, dos veces campeón del Campeonato Mundial de Rally y cuatro veces vencedor del Rally Dakar. Su tío Antonio Sainz, también piloto, compite en el Campeonato de España de Rally Históricos.

## Carrera deportiva

### Inicios
Carlos Sainz Jr. comenzó su carrera en el karting en el año 2006 guiado por su padre Carlos Sainz y la pasión que despertó desde pequeño por las carreras al ir a los circuitos, los resultados no tardaron en llegar, quedando en tercera posición del Torneo Industrie de Minikarts. En 2008, con la edad de 14 años ganó el título de Asia-Pacífico KF3 y quedó subcampeón del Campeonato de España de KF3. En 2009 ganó el prestigioso Monaco Kart Cup Junior, fue subcampeón en el Campeonato de Europa de KF3 y de nuevo del Campeonato de España de KF3, pasando a entrar al Equipo Júnior de Red Bull.

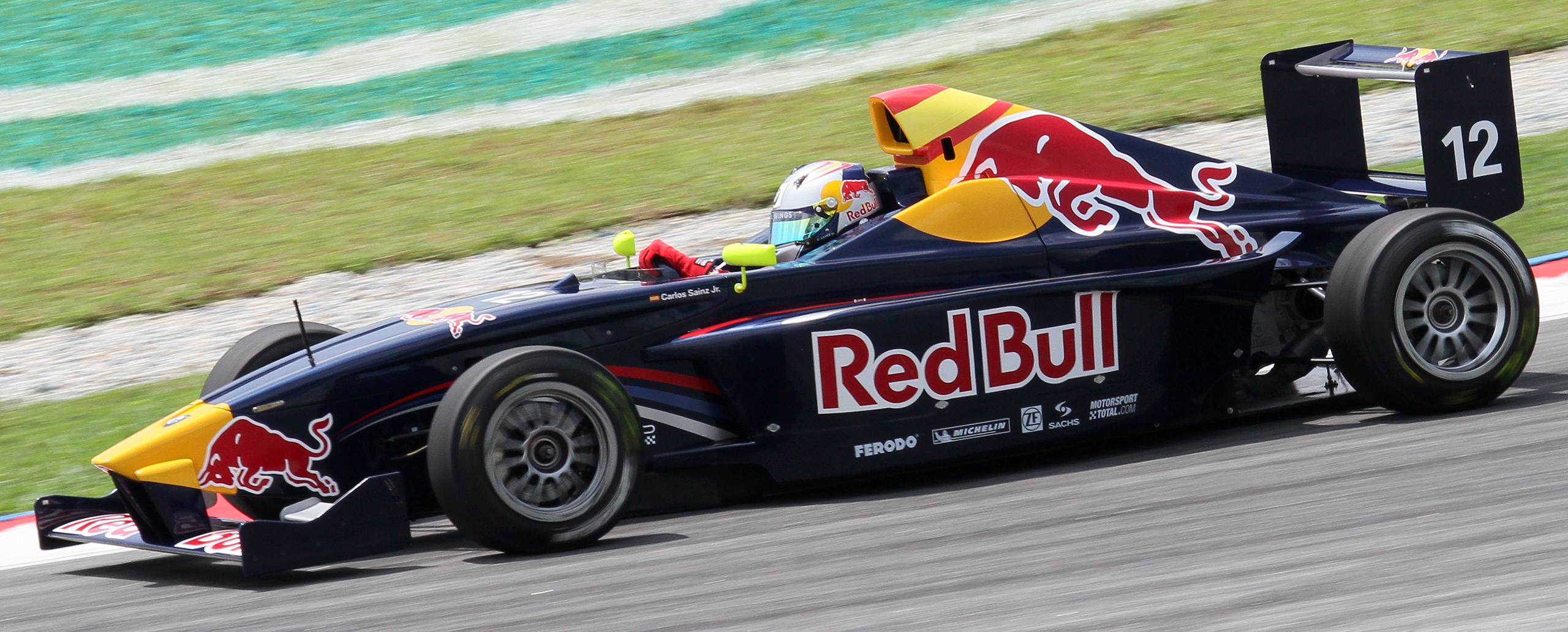
Sainz durante la primera carrera de la temporada 2010 de Fórmula BMW Pacífico en el Circuito Internacional de Sepang.

En el 2010, a la edad de 15 años, Sainz saltó a la Fórmula BMW Europa, con el equipo EuroInternational, ganando el trofeo al mejor piloto novato del año y terminando en cuarta posición en el campeonato en su primer año en monoplazas. De manera simultánea participó en la Fórmula BMW Asia-Pacífico, en donde no era elegible a puntos pero obtuvo tres victorias, incluyendo la de noviembre en el legendario circuito de Macao, tras conseguir la pole y liderar toda la carrera.
En 2011 disputó la temporada completa de la Eurocopa de Fórmula Renault 2.0 con Koiranen Bros. Motorsport. Terminó segundo en el campeonato con 200 puntos, obteniendo como resultados más destacados dos victorias y un total de diez podios en catorce carreras. De igual manera participó en la Fórmula Renault 2.0 Norte Europea con el mismo equipo, donde quedó campeón a falta de 3 carreras por disputarse, convirtiéndose en el piloto más joven en conquistar el campeonato con 10 victorias y 17 podios.
Debutó en la F3 Euroseries en la temporada 2011 como piloto invitado con el equipo Signature para la última ronda en Hockenheim, donde obtuvo un quinto puesto y dos abandonos. Para el año 2012, Sainz regresa y participa en la F3 Euroseries, donde termina 9.º en el campeonato con solo 2 podios. En el mismo año también participa en la Fórmula 3 Británica, donde termina 6.º, y en la Fórmula 3 Europea, donde con 6 podios se llevó la 5.ª posición general.
Además de los campeonatos completos, en el 2012 participó en el Masters de Fórmula 3 (4.º) y en el prestigioso Gran Premio de Macao (7.º).

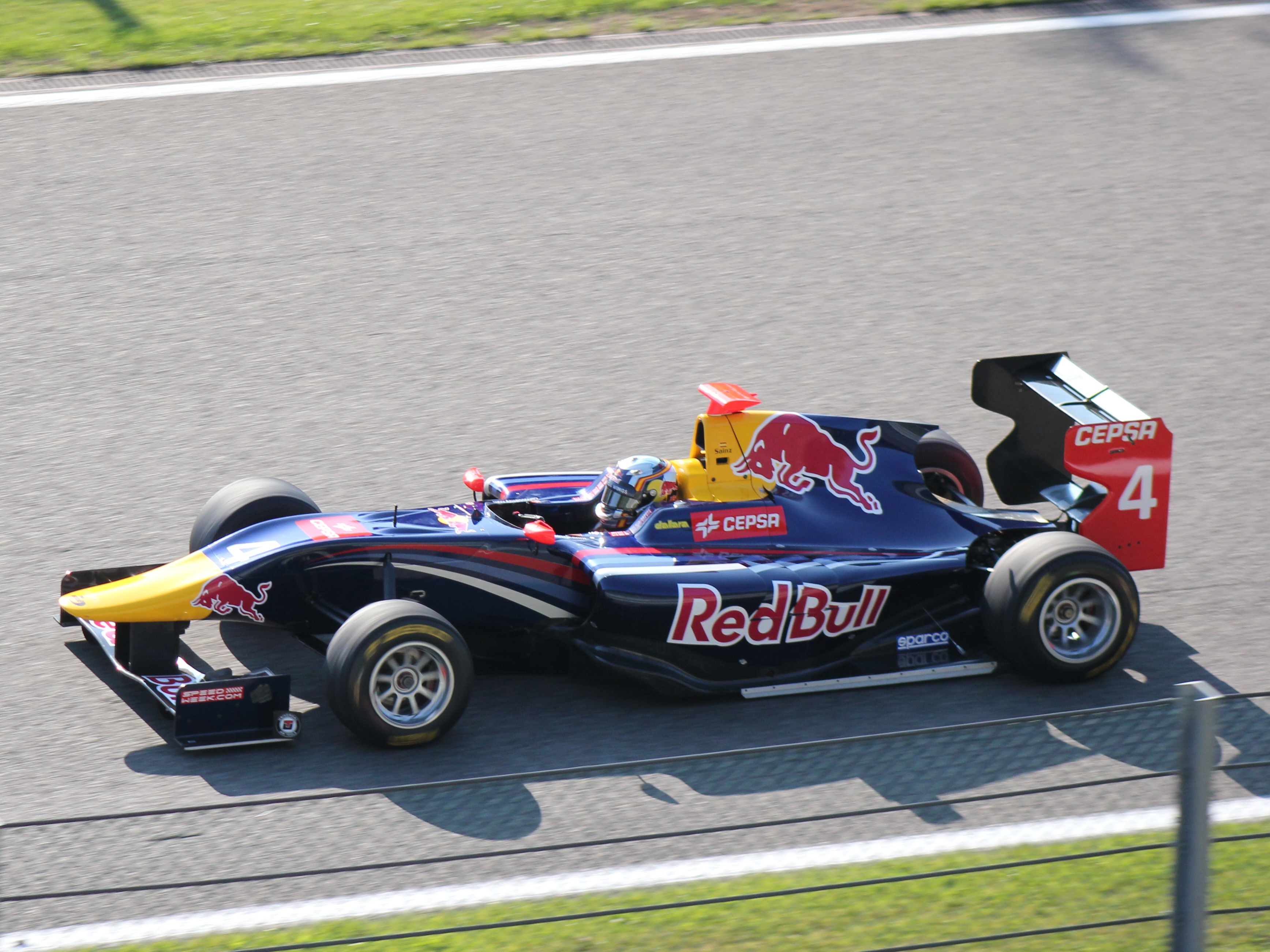
Carlos en GP3 Series 2013.

Sainz firmó con MW Arden en el 2013 para una temporada en la GP3 Series, sin embargo no corrió con mucha suerte y tras solo dos podios, terminó en la décima posición del campeonato. En 2013 volvió a disputar el Gran Premio de Macao acabando en la misma posición que el año anterior (7.º).
A la par de la GP3 en 2013, participó en eventos selectos de la Formula Renault 3.5 Series con Zeta Corse. Dichas pruebas fueron indicadoras para que DAMS lo fichara para la temporada de2014. Todos sus podios fueron victorias esta temporada (7) y estos fueron suficientes para coronarse campeón al finalizar el año en Jerez, con 39 puntos de ventaja sobre Pierre Gasly y 44 por encima de su amigo Roberto Merhi.

### Fórmula 1

#### Últimas pruebas

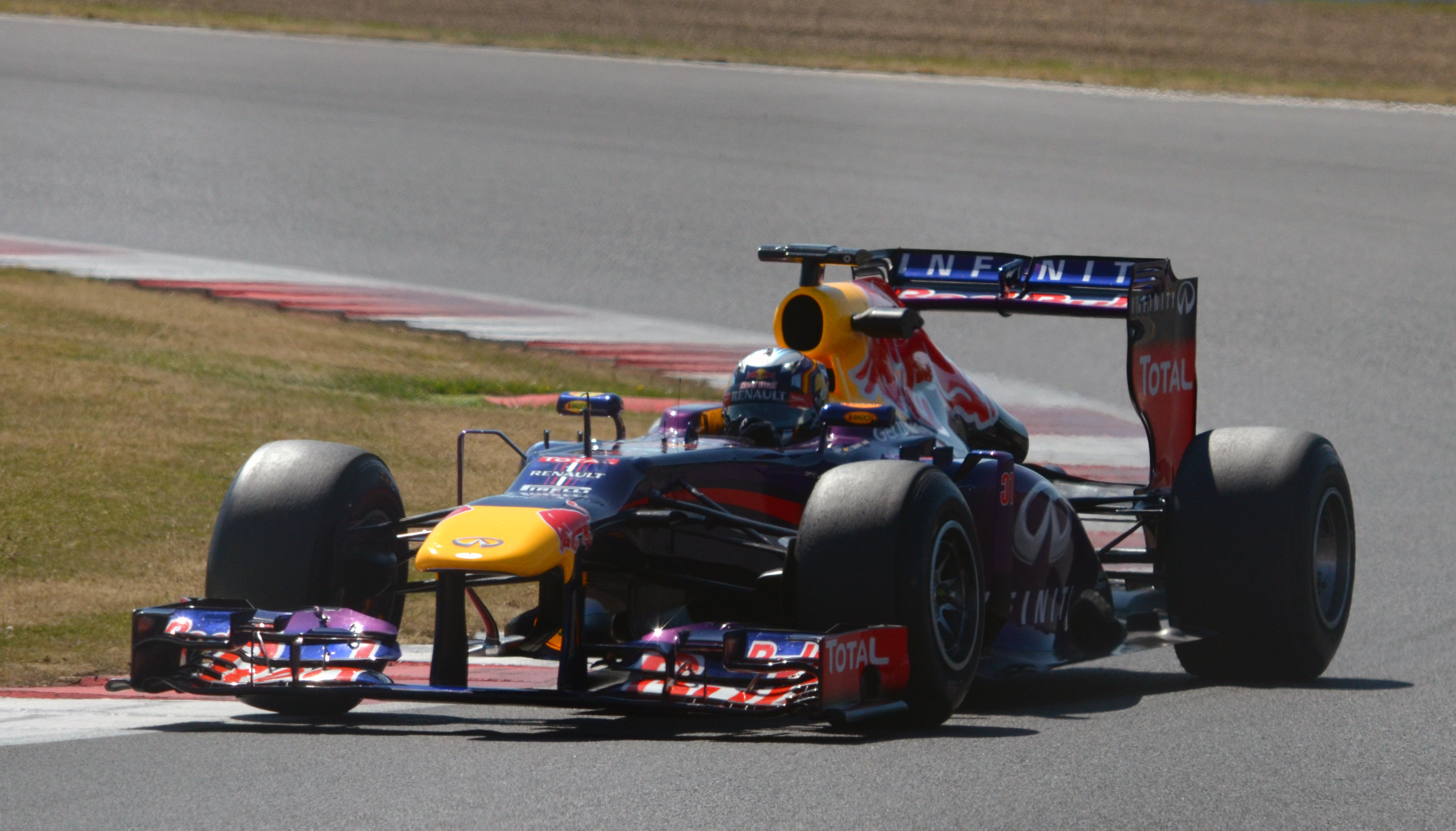
Carlos Sainz Jr. con el Red Bull RB9 en Silverstone 2013.

En 2013 participó en los test de jóvenes pilotos de la Fórmula 1 que se disputaron en el mes de julio en el circuito de Silverstone. Sainz debutó con el monoplaza de Toro Rosso marcando el segundo mejor tiempo durante la segunda sesión, celebrada el día 18, con un crono de 1:33.016, a tan solo 44 milésimas de Daniel Ricciardo. En la tercera y última sesión rodó con un Red Bull con el que dio 35 vueltas y su mejor tiempo fue de 1:33'546, el cuarto mejor crono de toda la sesión, incluso por delante de pilotos títulares de la Fórmula 1, como Felipe Massa, Jean-Éric Vergne o Giedo van der Garde. El tetracampeón del mundo, Sebastian Vettel, no dudo en recomendarle para el proyecto de Red Bull, del que ya era piloto de simulador.

#### Toro Rosso (2015-2017)
El 28 de noviembre de 2014, la Scuderia Toro Rosso anunció oficialmente que Carlos Sainz Jr. sería piloto oficial en la temporada 2015 de Fórmula 1, junto al neerlandés Max Verstappen.

##### 2015: Primer año en Fórmula 1

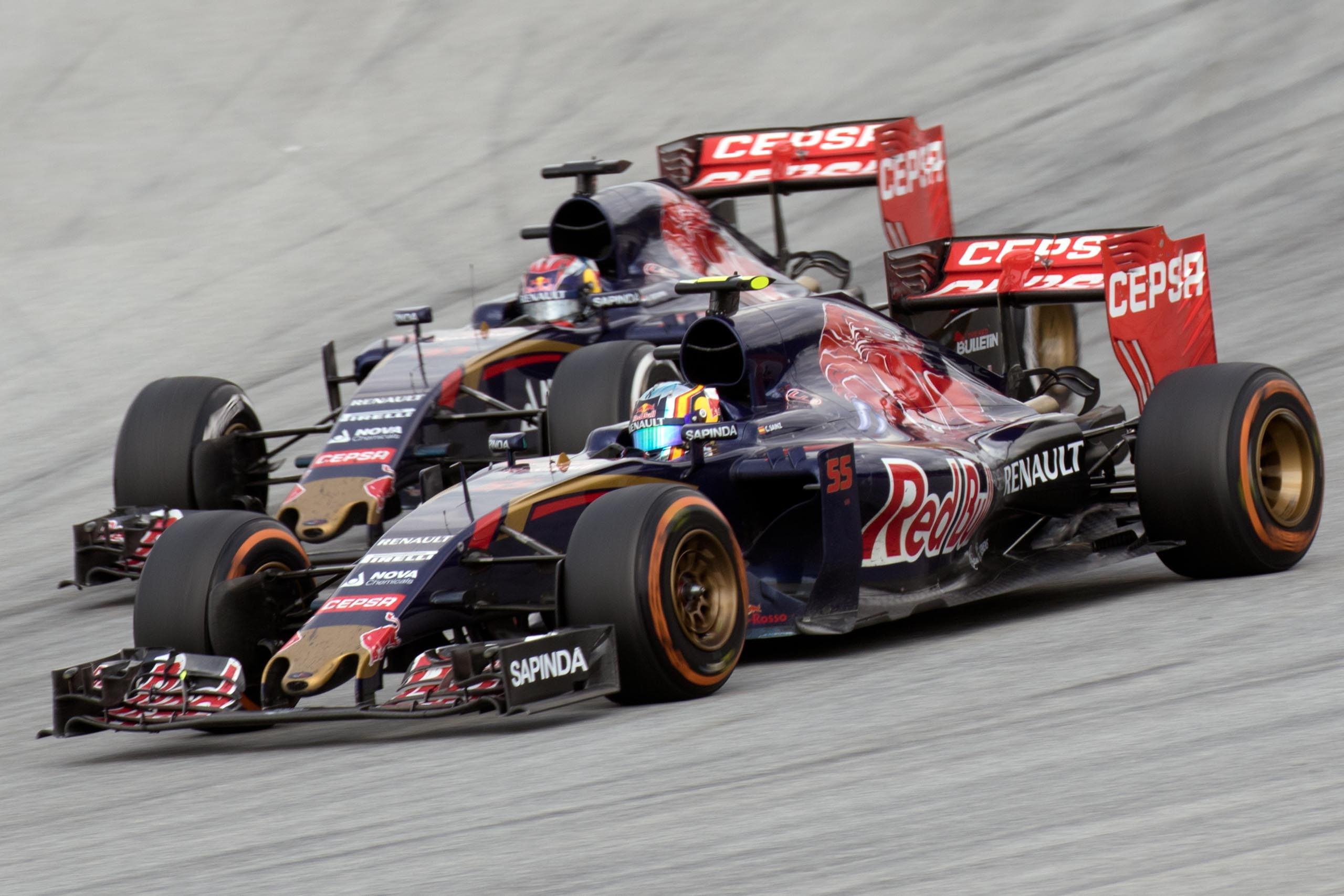
Carlos Sainz Jr. junto a su compañero Max Verstappen en el Gran Premio de Malasia de 2015.

Carlos Sainz Jr. batió este año el récord español de un debutante al salir más arriba en la parrilla que cualquier otro piloto español hasta 2015. Quedó por delante en su primera clasificación de su compañero de equipo manejando un Toro Rosso, segunda escudería de Red Bull. El inicio de Carlos y la escudería fueron de lo esperado, puntuando en 4 carreras de las primeras 6 (Australia, Malasia, España y Mónaco). Después de esta última carrera, y hasta el final del primer tramo de la temporada, el madrileño acabaría solamente una y abandonaría las tres restantes por problemas mecánicos. Al regreso de las vacaciones, nuevamente abandona, en Spa, roza los puntos en Monza y puntúa en el comienzo de la gira asiática. En los terceros entrenamientos libres al Gran Premio de Rusia, sufrió un fuerte accidente en la curva 12 en el que se chocó contra los muros de protección en un impacto de hasta 46G de fuerza, lo que le conllevó a no disputar la clasificación.Sainz no sufrió daños severos y pudo disputar la carrera. Sin embargo, un problema en los frenos, le lleva nuevamente a abandonar. Regresando al continente americano, Carlos acaba 6.º en Austin, en una carrera muy movida por la lluvia al inicio de esta (posteriormente bajaría al puesto 7.º por una penalización de 5 segundo por exceso de velocidad en los boxes). Sería la última vez que puntuaría en la temporada. En las 3 carreras restantes, acabaría 2 de ellas y abandonaría en 1. El madrileño acabaría en el campeonato en el puesto 15.º con 18 unidades.

##### 2016: Mejoría y aprendizaje

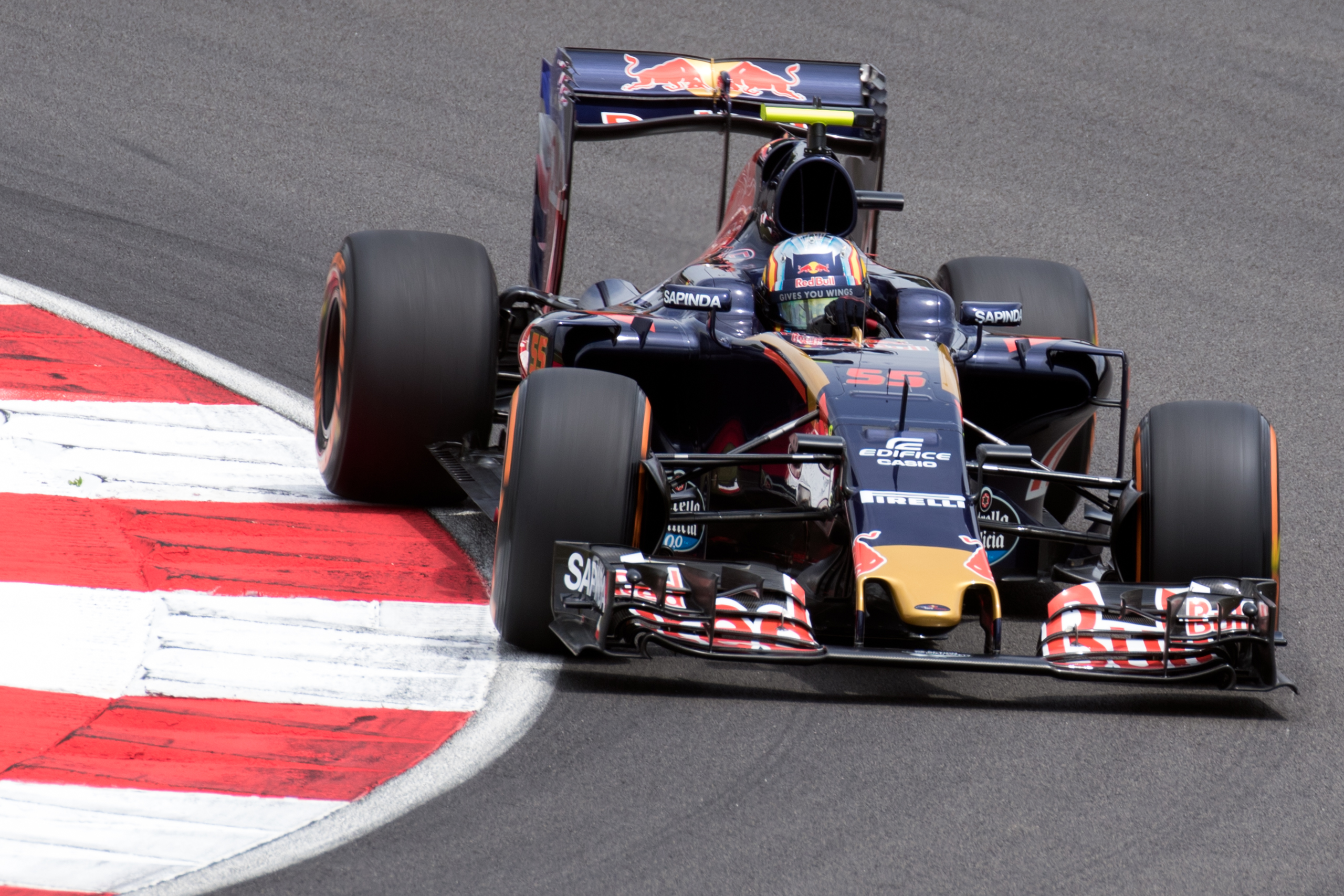
Carlos Sainz Jr. en el circuito de Sepang en 2016.

Para 2016, Carlos hace un inicio de temporada que supera el de la anterior campaña, sumando en 9 de las 11 primeras carreras del primer tramo de la temporada, ubicándose en la décima posición del campeonato. Sin embargo, tras regresar de las vacaciones, las prestaciones del monoplaza bajan y el español solo pudo puntuar en 2 carreras (Austin e Interlagos). A pesar de esto, Carlos mejoraría en relación con la temporada pasada, terminando en el campeonato en la posición 12.º con 46 puntos.

##### 2017: Confirmación como piloto y fichaje por Renault

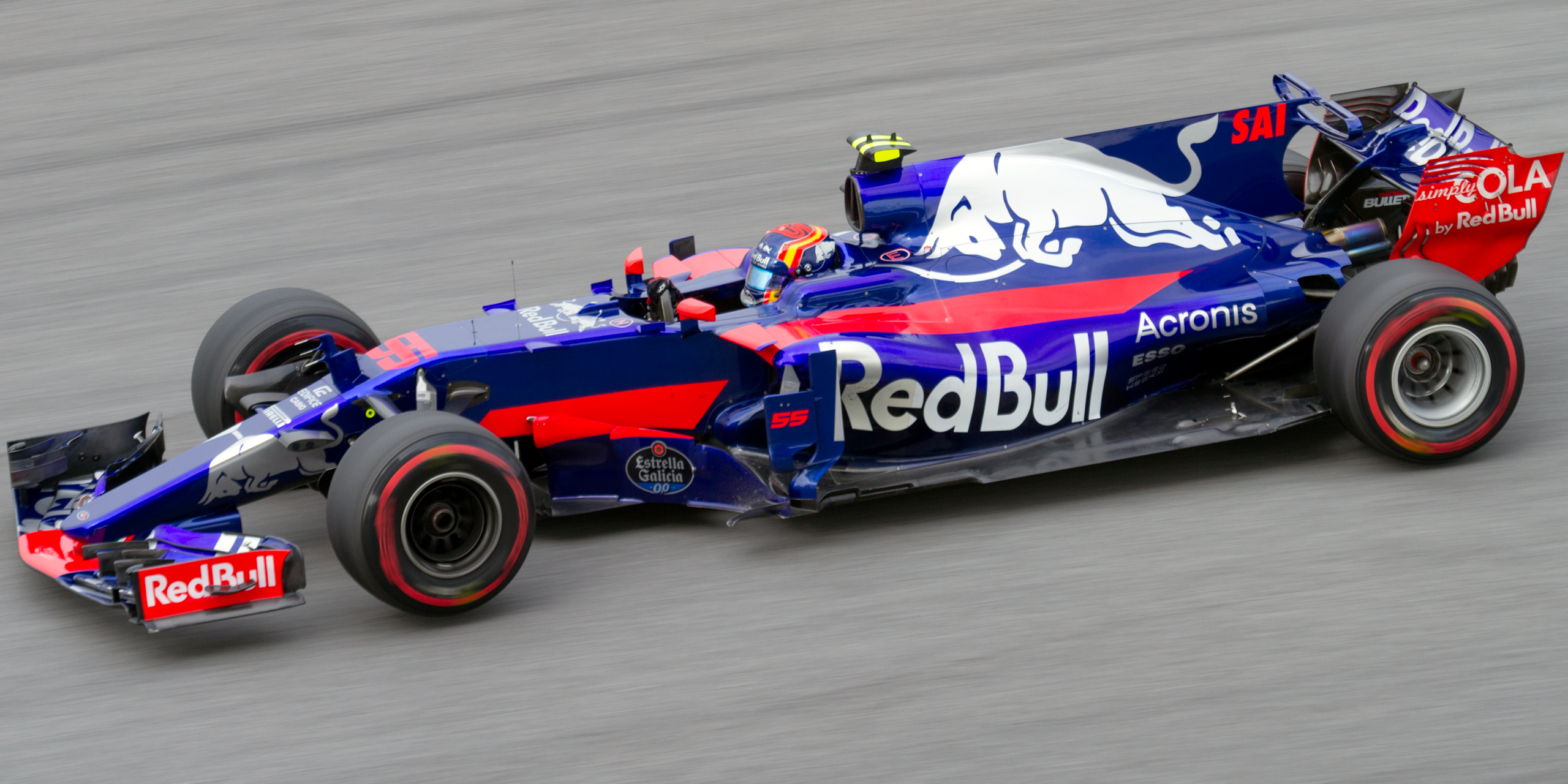
Carlos Sainz Jr. en Malasia 2017.

Carlos Sainz Jr. compitió la mayoría de la temporada 2017 en el equipo Toro Rosso (16 de las 20 carreras del campeonato). Tuvo seis abandonos mientras estaba en el equipo Toro Rosso. Compitió el resto de la temporada en el equipo Renault siendo el piloto Brendon Hartley su sustituto en Toro Rosso. Su mejor puesto lo consiguió en el Gran Premio de Singapur, donde finalizó 4.º.

#### Renault (2017-2018)

##### 2017: Llegada al equipo

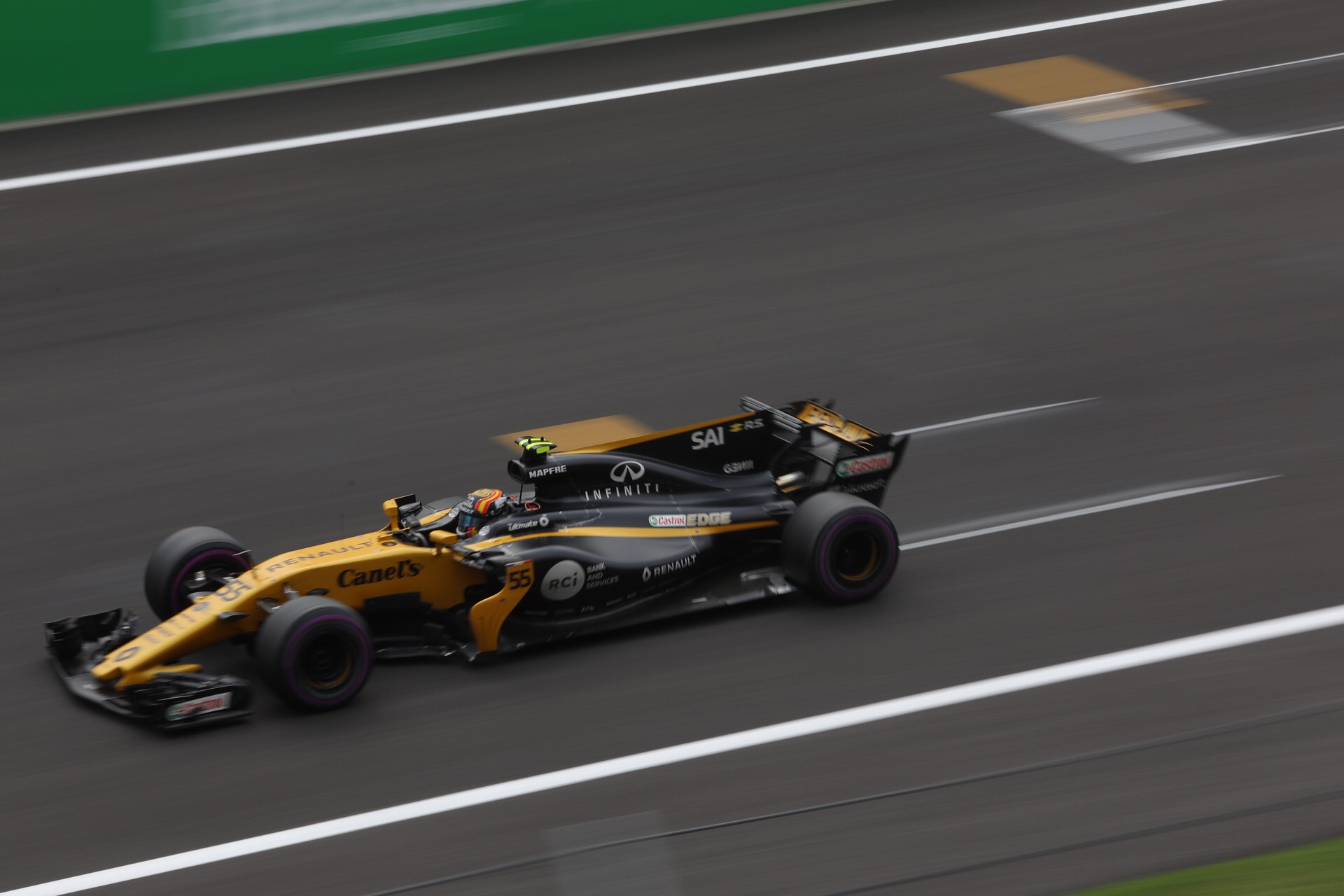
Carlos Sainz en el Gran Premio de México de 2017.

Sainz pasó al equipo Renault para sustituir a británico Jolyon Palmer a partir del Gran Premio de los Estados Unidos. Fue séptimo en su debut con los franceses. Finalizó 9.º esa temporada, quedando delante de todos los pilotos con los que compartió equipo.

##### 2018: Año difícil en Renault

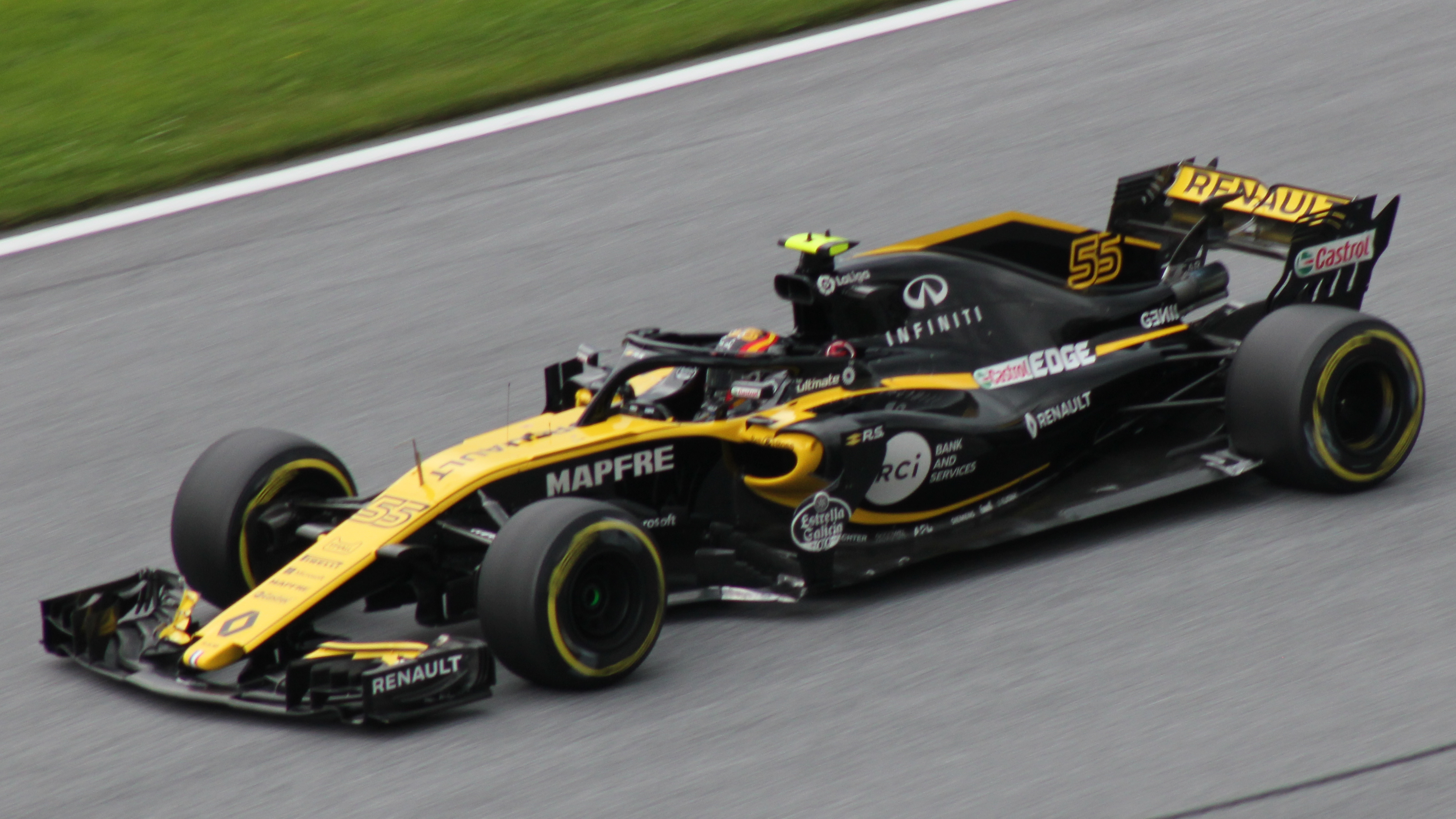
Sainz a bordo de su Renault en 2018.

En la temporada 2018, Carlos Sainz finalizó 10.º en el campeonato, quedando por detrás de su compañero, Nico Hulkenberg, que finalizó 7.º Su mejor resultado en carrera fue un 5.º puesto en el Gran Premio de Azerbaiyán. Finalizó 19 de los 21 Grandes Premios que tuvo la temporada 2018, retirándose en el Gran Premio de Gran Bretaña por una colisión con el piloto Romain Grosjean y en el Gran Premio de México por problemas de suspensión. Esta fue su última temporada siendo piloto del equipo Renault.

#### McLaren (2019-2020)

##### 2019: Gran primer año en McLaren y primer podio
Tras dejar el equipo Renault, ingresó a McLaren con un contrato por dos temporadas, en sustitución de Fernando Alonso, siendo así el nuevo compañero del joven británico Lando Norris.

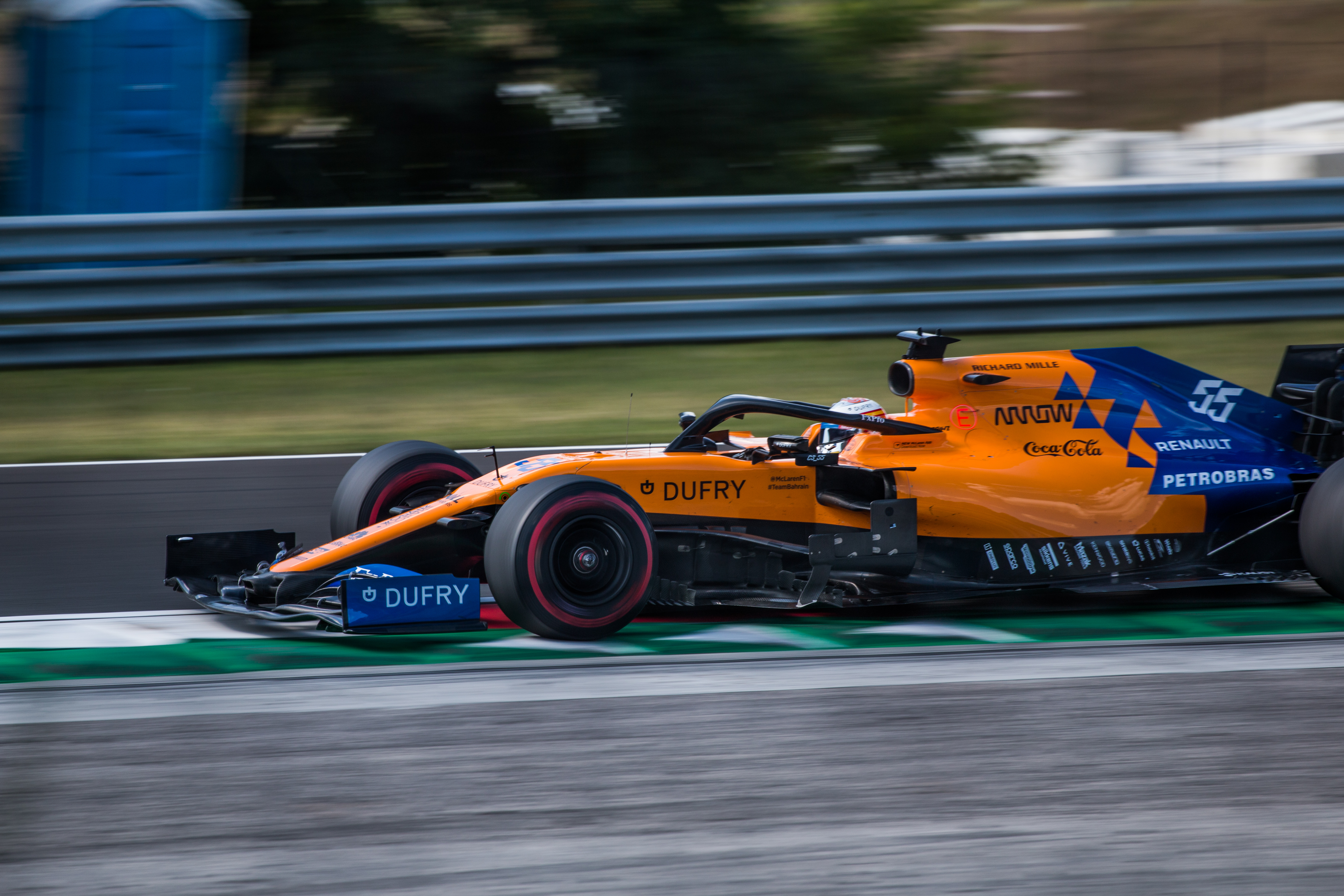
Sainz en el Gran Premio de Hungría de 2019, donde terminó en quinta posición.

Las tres primeras carreras de la temporada no fueron muy buenas, con dos abandonos en Australia y Baréin por problemas con el coche y un 14.º puesto en China tras una colisión en la primera vuelta. A partir de ahí y hasta el final de la temporada, Sainz logró clasificar en los puestos de puntos en casi la totalidad de las carreras, siendo el líder de la "tabla media" y superando en algunas ocasiones al Red Bull de Pierre Gasly. Logró su primer podio en Fórmula 1 en el GP de Brasil 2019 acabando en 3.ª posición tras salir último. Con este podio, Carlos es el segundo piloto de la historia que logra su primer podio en Fórmula 1 saliendo en última posición, tras Peter Whitehead en Francia 1950 (Carlos lo ha logrado incluso saliendo más atrás, saliendo 20.º mientras que el británico lo logró saliendo 19.º). Asimismo, Sainz es el piloto que más Grandes Premios ha necesitado en toda la historia de la Fórmula 1 para lograr su primer podio: 101. Supera el récord de 91 de Martin Brundle. (Hasta ahora, todos los pilotos que disputaron sus 100 primeros grandes premios sin conseguir un podio, acabaron su carrera sin subirse nunca al podio). Fue el cuarto piloto español en conseguir un podio en Fórmula 1 tras Alfonso de Portago, Fernando Alonso y Pedro de la Rosa, consiguiendo el podio número 100 de los pilotos españoles en Fórmula 1. Finalizó la temporada en sexta posición del mundial, solo por detrás de los Mercedes, los Ferrari y el Red Bull de Verstappen, y cinco puestos por delante de su compañero de equipo.

##### 2020: Remontada en un año complicado y fichaje por Ferrari

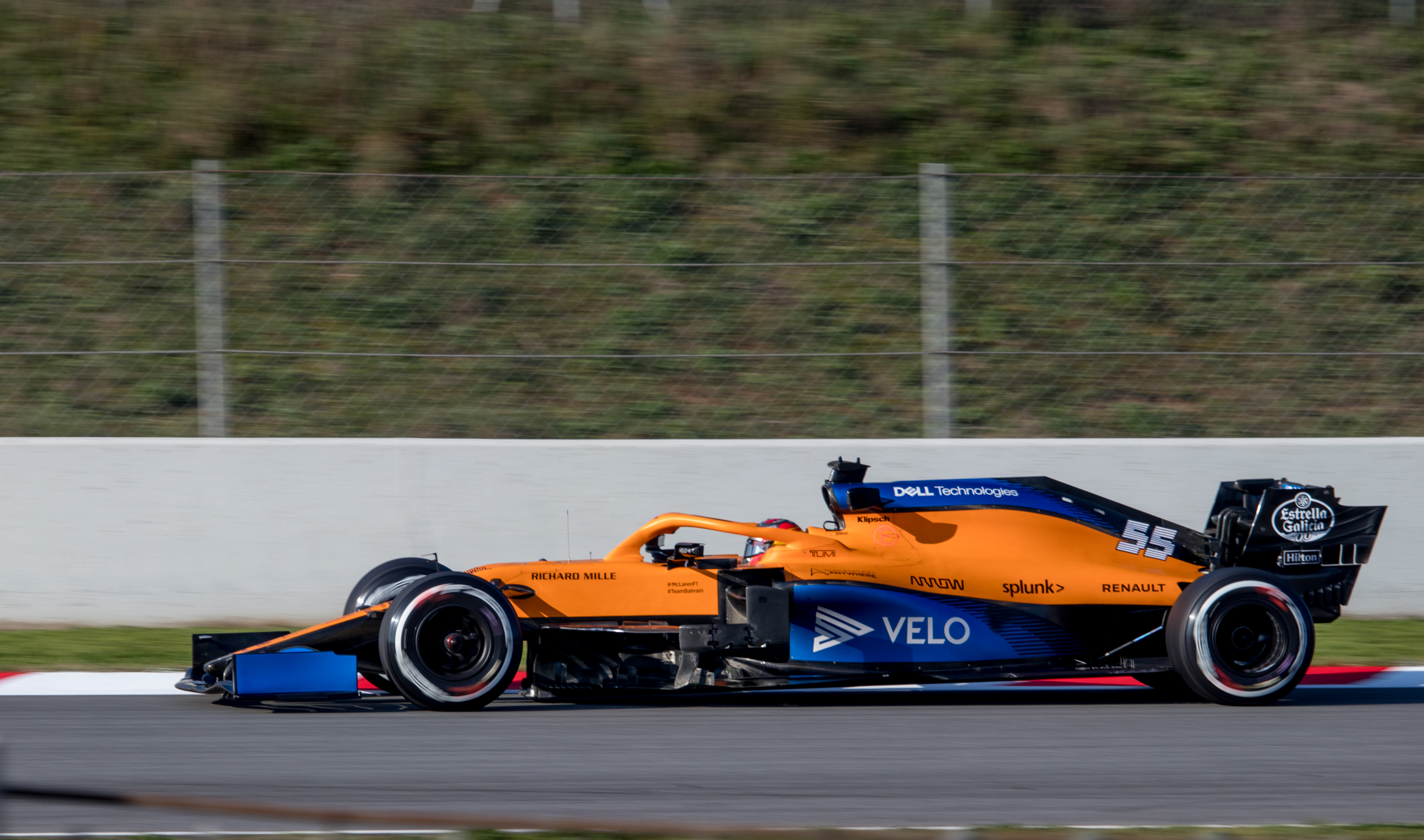
Sainz probando el MCL35 en los test de pretemporada de 2020.

En 2020, sigue compitiendo con el equipo McLaren junto con Lando Norris de compañero. Las dos primeras carreras de la temporada se disputaron en Austria, Sainz quedó en 5.ª posición en la primera tras una buena carrera de ambos McLaren y 9.º en la segunda carrera. Sainz salía 3.º pero una mala parada le hizo perder varias posiciones. La suerte tampoco le acompañó en las siguientes carreras: en Hungría, otra parada lenta, trabajo pendiente de la escudería, le hizo perder algunas posiciones, en el Gran Premio de Gran Bretaña rodaba 4.º cuando se le pinchó el neumático delantero izquierdo en la penúltima vuelta, y en la siguiente carrera otra mala parada le hizo perder varias posiciones.
La carrera en el Gran Premio de su casa, en España, le fue bastante mejor, terminó 6.º tras una buena carrera. Sin embargo, en el Gran Premio de Bélgica, la mala suerte volvió de su parte y no pudo empezar la carrera por problemas en su motor en las vueltas de instalación. En el GP de Italia, McLaren mostró un gran ritmo ya desde los entrenamientos del viernes, y consiguió buenos resultados en clasificación clasificación (Sainz quedó 3.º y Norris 6.º). En la carrera, ambos McLaren subieron al 2.º y 3.º puesto en la primera vuelta, sin embargo, una bandera roja favoreció a otros pilotos. Sainz tuvo que adelantar a varios pilotos dificultando así su primera victoria y terminó 2.º a menos de medio segundo del primero.
En las siguientes dos carreras, Sainz cometió dos errores en la primera vuelta de cada carrera. En el GP de la Toscana, trompeó en la tercera curva, perdió muchos puestos y se vio involucrado en un accidente múltiple a más de 200Km/h, mientras que en Sochi, Rusia, se chocó contra el muro en la escapatoria de la primera curva.
Tras una primera parte complicada de la temporada, Sainz tuvo más suerte en las siguientes carreras. En Nürburgring, aun teniendo poco ritmo, adelantó varias posiciones tras los problemas en otros monoplazas de pilotos que estaban por delante y quedó 5.º. En Portimão, adelantó 6 puestos en la salida y se colocó 1.º durante unas vueltas demostrando su manejo del coche en condiciones extremas, hasta que los neumáticos de los monoplazas más rápidos consiguieron temperatura, quedó 6.º.
En las últimas carreras de la temporada, Sainz consiguió terminarlas todas entre los 7 primeros. Las carreras más destacables fueron las de Turquía y Baréin, donde remontó desde la 15.ª posición hasta la 5.ª en ambas carreras.
Finalizó la temporada en 6.ª posición, por detrás de los dos Mercedes, el Red Bull de Verstappen, el Racing Point de Sergio Pérez y el Renault de Daniel Ricciardo.
Con los puntos obtenidos durante la temporada, sumados a los conseguidos por su compañero Lando Norris, propulsaron al equipo McLaren a la 3.ª posición del campeonato de constructores, siendo la mejor posición del equipo desde el año 2012.

#### Ferrari (2021-2024)

##### 2021: Primer año en Ferrari

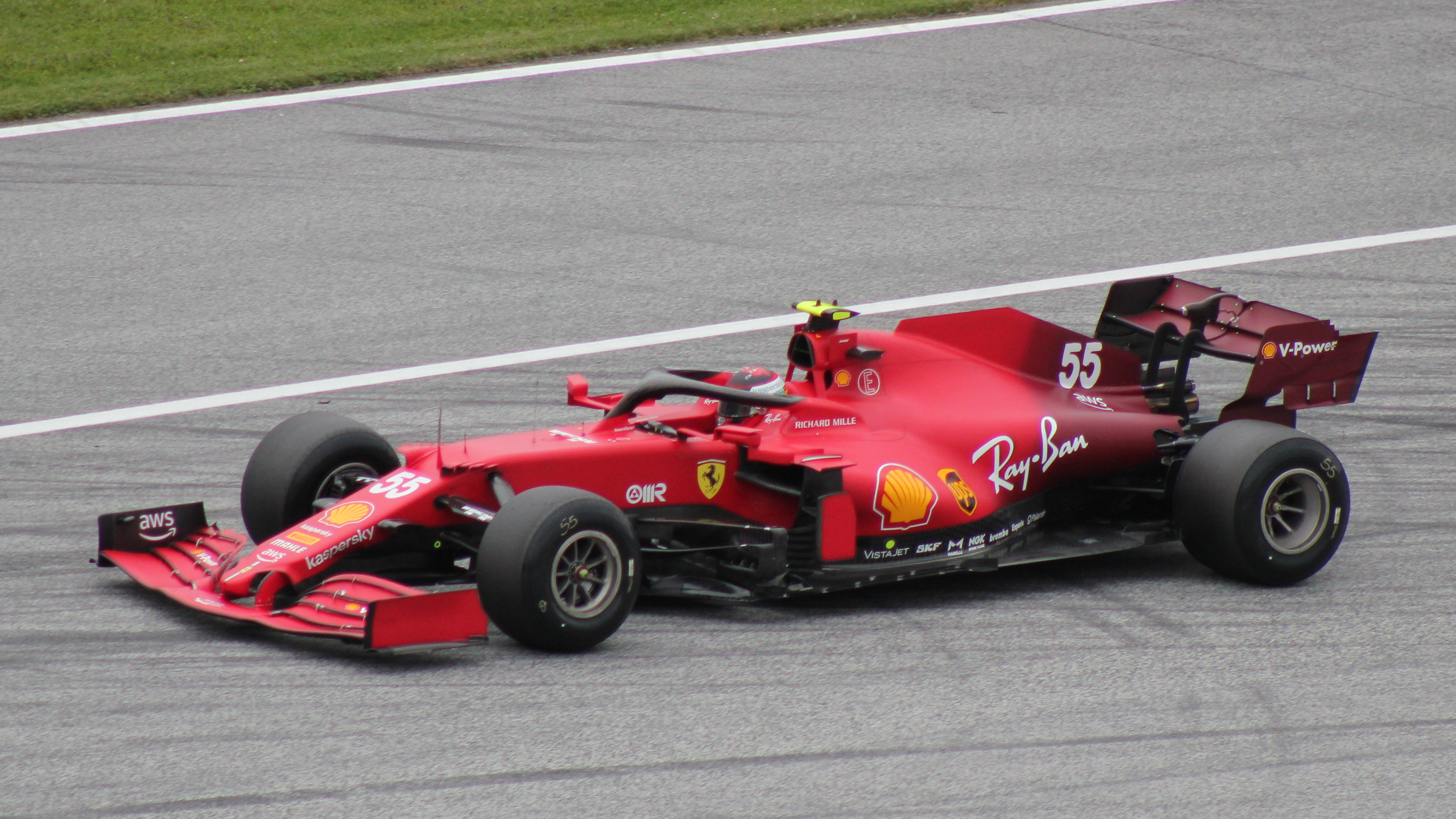
Sainz conduciendo la Ferrari SF21 en el Red Bull Ring en 2021

En mayo de 2020 se hizo oficial el fichaje de Sainz como piloto titular de Scuderia Ferrari junto a Charles Leclerc para las temporadas 2021 y 2022.
En la clasificación del primer Gran Premio de la temporada, en Baréin, el coche de Sainz se quedó parado en la Q1, sin embargo, pudo arrancarlo de nuevo y clasificar 8.º para la carrera, pese a haber sido conservador en su última vuelta. Sainz hizo una salida también conservadora el día de la carrera y terminó en la posición en la que salió, 8.º. En el siguiente Gran Premio, en el circuito de Imola, no completó una buena clasificación, logrando el puesto 11.º para la carrera, llegando a remontar para finalmente acabar en la 5.ª posición. Después, en el Gran Premio de Portugal, Sainz no realizó una buena carrera, llegando a meta en el puesto 11.ª, pese a haber logrado un quinto puesto en la clasificación del sábado. Una semana después, en el Gran Premio de España, acabó en el 7.º puesto al final de la carrera.
El 22 de mayo de 2021 fue el comienzo del GP de Mónaco. En entrenamientos y clasificación, Ferrari tuvo un gran rendimiento en comparación con carreras anteriores. Leclerc hizo la pole tras una bandera roja que él mismo provocó, pero no pudo salir por los daños sufridos en la propia clasificación. Sainz salió tercero y acabó segundo tras la retirada del Mercedes de Bottas, acompañado en el podio por Max Verstappen, compañero en Toro Rosso en 2015, parte de 2016, y Lando Norris, compañero en McLaren.
Dos carreras más tarde en Francia, Ferrari tuvo importantes problemas de ritmo en carrera y ambos autos terminaron fuera de zona de puntos. Esta sería la última vez que Sainz no sumaría puntos en la temporada.
Luego de tres carreras consecutivas terminando dentro de los seis mejores, Sainz obtuvo su segundo podio de la temporada en Hungría. Había sido cuarto en pista pero Sebastian Vettel, quien había terminado segundo, fue descalificado poco después. Su siguiente podio llegó cuatro carreras más tarde, en Rusia. Sainz había clasificado segundo detrás de Lando Norris. En la largada, se puso primero y mantuvo el liderato hasta la vuelta 12. A pocas vueltas del final se ubicaba tercero, pero, ante una amenaza de lluvia, decidió parar pronto en boxes a colocar neumáticos intermedios. Gracias a esto mantuvo posición de podio y finalmente terminó tercero.
Luego de seis carreras fuera de los cinco mejores, el español volvió al podio en el GP de Abu Dabi, la carrera final de la temporada, acabando nuevamente tercero. Con este resultado, superó en esta última carrera a Charles Leclerc y a Lando Norris en el campeonato de pilotos para culminar quinto, solamente detrás de los pilotos de Mercedes y los de Red Bull.

##### 2022: Primera victoria

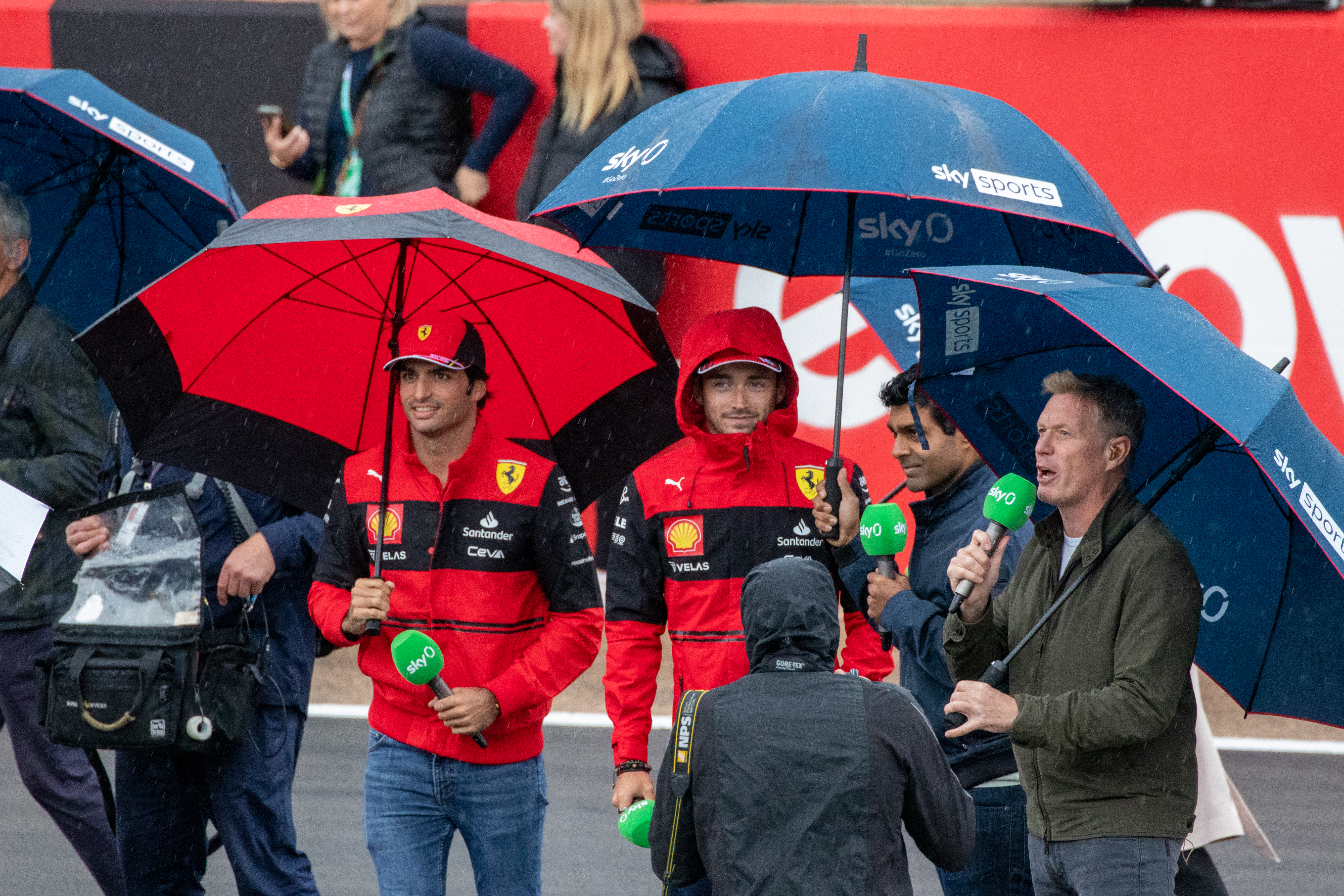
Sainz y Leclerc en el GP de Gran Bretaña, donde el español lograría su primera pole y victoria

La temporada 2022 representó una mejora de rendimiento para Ferrari y la vuelta a la lucha por victorias y el título. En la primera carrera en Baréin, Ferrari logró un 1-2 con Leclerc primero y Sainz segundo. En Arabia Saudita, Sainz repitió podio detrás Verstappen y Leclerc, antes de tener abandonos prematuros por salidas de pista en las dos carreras siguientes. El 21 de abril, firma una extensión de contrato que lo mantiene en el Cavallino Rampante hasta fines de la temporada 2024. En las siguientes cinco carreras, Sainz logró tres podios en Miami, Mónaco y Canadá, un cuarto puesto y un abandono en Azerbaiyán por una falla hidráulica del monoplaza. El 3 de julio, después de haber disputado 150 Grandes Premios, logró su primer triunfo en la F1 en el Gran Premio de Gran Bretaña saliendo desde su primera pole position, siendo de esta forma el segundo piloto español en conseguirlo después de Fernando Alonso. En la siguiente cita, en Austria, logró clasificarse tercero detrás de su compañero, con buenas perspectivas de podio para la carrera, sin embargo, la mala suerte quiso que su motor fallase en la vuelta 56 cuando luchaba por el segundo lugar contra Verstappen, incendiándose la parte trasera de su monoplaza. Luego de dos actuaciones regulares en Francia y Hungría, en Bélgica obtuvo la pole position, luego de penalizaciones por modificaciones en el coche de Max Verstappen, finalizando tercero en carrera. En Suzuka, afectado por las condiciones climáticas, el español se despistó en el inicio de la carrera. En Austin, se llevó la pole, sin embargo, una embestida por parte de George Russell en el arranque de la carrera, provocó una fuga de agua en el radiador de su monoplaza, obligándolo a abandonar. Logra en São Paulo, su último podio en la temporada, finalizando tercero detrás de las Mercedes. En la ronda final, en Abu Dabi, finaliza en un sólido cuarto puesto, quedándose con el quinto puesto en el campeonato de pilotos con 246 puntos.

##### 2023: El único en batir a los Red Bull

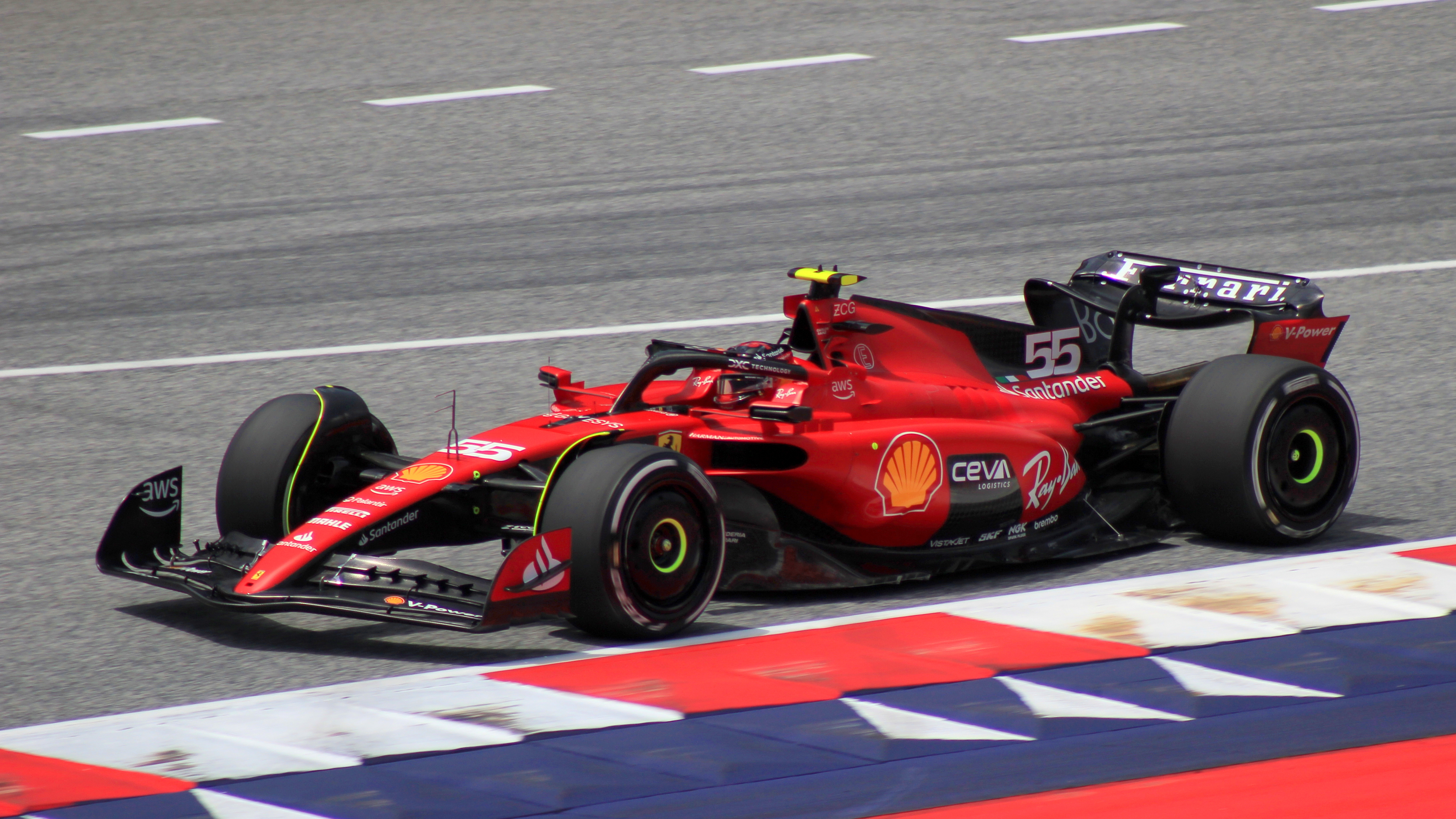
Carlos Sainz en el Gran Premio de Austria de 2023.

En la primera mitad de la temporada 2023, Sainz consigue puntuar regularmente en la zona alta de la parrilla, aunque sin llegar al podio, siendo su mejor resultado un cuarto puesto en la ronda inicial en Baréin. En el Gran Premio de Australia, tras una colisión con Fernando Alonso que hizo trompear al asturiano, le fue impuesta una sanción de 5 segundos que lo degradaba del cuarto al duodécimo puesto, fuera de los puntos. En Bélgica, luego de cosechar 5 puntos en la carrera sprint, sufre un choque con Oscar Piastri en la primera curva, y por daños en la carrocería se ve obligado a abandonar en la vuelta 23. Termina así la primera mitad del año, ubicándose en séptimo puesto con 92 puntos. En Monza, para sorpresa de la afición italiana, logra arrebatarle la pole position a Max Verstappen por 0.013 segundos. En carrera, sin embargo, es superado por ambos Red Bull, quedándose con el último escalón del podio, luego de una intensa batalla con su compañero de equipo. Sus buenos resultados continuaron en Singapur, circuito en el cual los Red Bull no encontraban ritmo, siendo líder en las prácticas libres y poleman el sábado. El domingo, presentó un ritmo impecable que lo mantuvo en el liderato toda la carrera. Pese a esto, en las últimas vueltas, se vio acechado por un pelotón conformado por Lando Norris y los pilotos de Mercedes. El madrileño decidió mantener a Norris en el espacio de DRS, para frenar el avance de Russell, consiguiendo al final su segunda victoria en la categoría, en una de sus mejores actuaciones. En Catar, una fuga en el sistema de combustible de su monoplaza le impidió iniciar carrera. En Estados Unidos, un fin de semana regular dejaba al español en cuarto puesto, pero irregularidades halladas en los monoplazas de Hamilton y Leclerc provocaron sendas descalificaciones, con lo cual ascendió al tercer puesto. Llegada la última ronda del año, en Abu Dabi, Sainz peleaba la cuarta posición en el campeonato de pilotos con Norris, Alonso y Leclerc. En clasificación, por primera vez en el año, no paso de Q3, quedando relegado al decimosexto puesto. En carrera, el equipo implemento una estrategia con neumáticos duros, que no funcionó, terminando en decimoctava posición. Con este resultado, sus competidores le adelantaron en el campeonato, quedando él en séptimo puesto con 200 puntos. Ferrari, por su parte, perdió la lucha con Mercedes por el segundo puesto en el campeonato de constructores.

##### 2024: Último año en Maranello

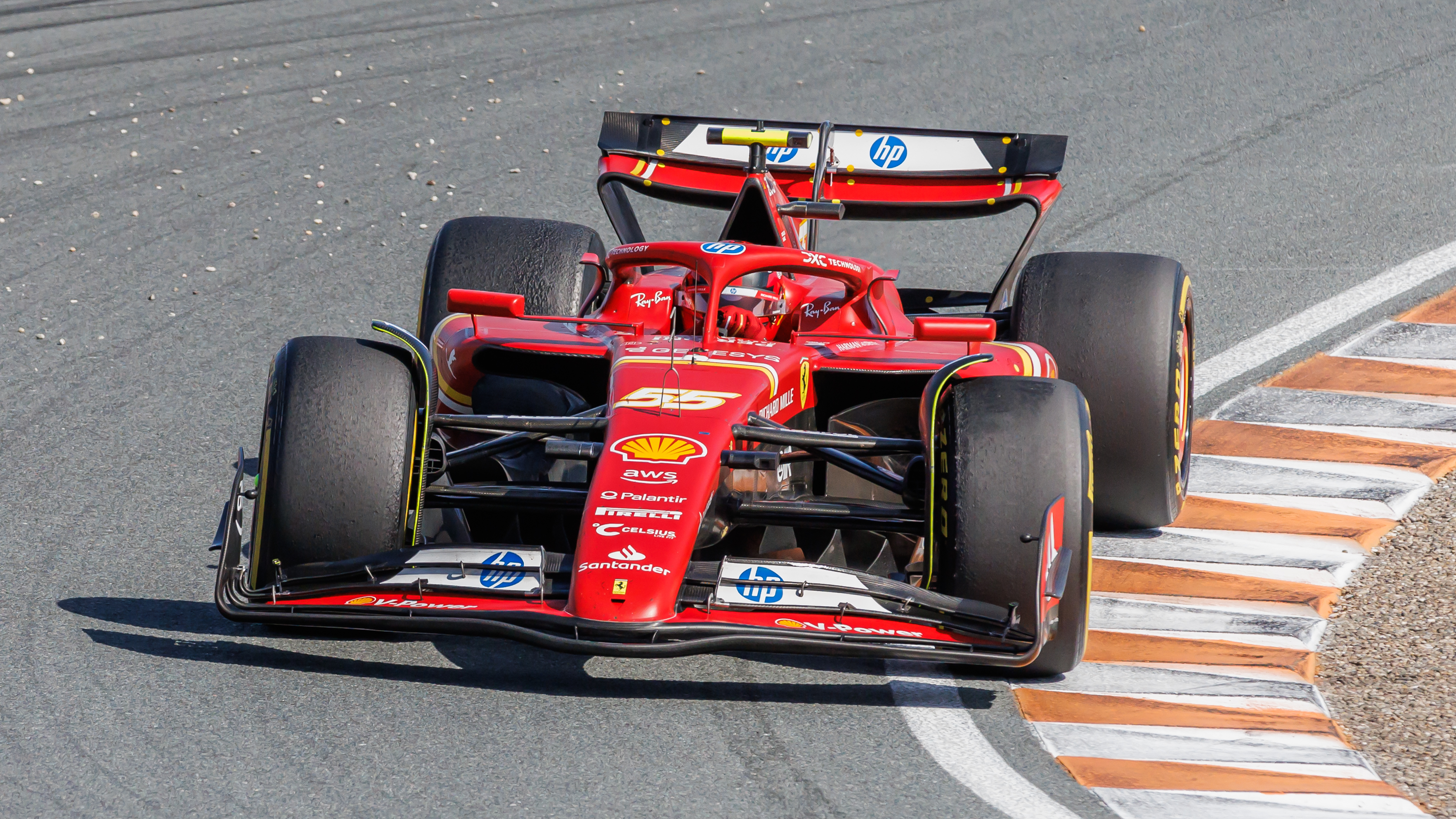
Carlos Sainz Jr. en 2024.

Tras numerosos rumores y especulaciones a lo largo de la temporada 2023 de la renovación de Sainz, el 1 de febrero de 2024, Ferrari anunció la incorporación de Lewis Hamilton como piloto oficial para la temporada 2025, en reemplazo de Sainz, quien terminaba su contrato a final del año.
El equipo llegó a la primera ronda de la temporada en Baréin con buenas sensaciones de pretemporada, donde tanto Leclerc como Sainz lideraron un día de práctica cada uno. En carrera, estuvieron detrás de los Red Bull, logrando Sainz su primer podio en el año, acabando tercero. En Arabia Saudita, horas antes de la tercera sesión entrenamientos libres, se retira para ser operado por apendicitis, perdiéndose el resto del fin de semana y siendo reemplazado por el debutante Oliver Bearman. La operación resultó exitosa, y tras dos semanas, aseguró "estar preparado" para el Gran Premio de Australia. Pese a sentir ciertas dificultades aun, lidera Q1 y Q2 en clasificación, terminando en un inesperado segundo lugar detrás de Max Verstappen. En el inicio de la carrera, el holandés presentó un problema en los frenos, viéndose obligado a abandonar en la tercera vuelta. Con excepción de la primera vuelta, Sainz pasa a liderar todas las vueltas y logra su tercera victoria en la categoría. Los buenos resultados continúan en Japón, donde finaliza tercero en el podio.
En su último día en Maranello como piloto Ferrari, el 17 de diciembre de 2024, la escudería italiana le preparó una despedida en el Circuito de Fiorano, donde condujo el Ferrari F1-75 de su primera victoria en la Fórmula 1 junto a su padre Carlos Sainz, así, padre e hijo rodaron juntos bajo la mirada de los tifosi allí presentes, en un evento organizado por Fred Vasseur y que Charles Leclerc tampoco se quiso perder. Carlos Sainz Jr. se despidió dando una vuelta de honor al circuito saludando a los aficionados sobre un Ferrari de los 50s.

#### Williams (2025)

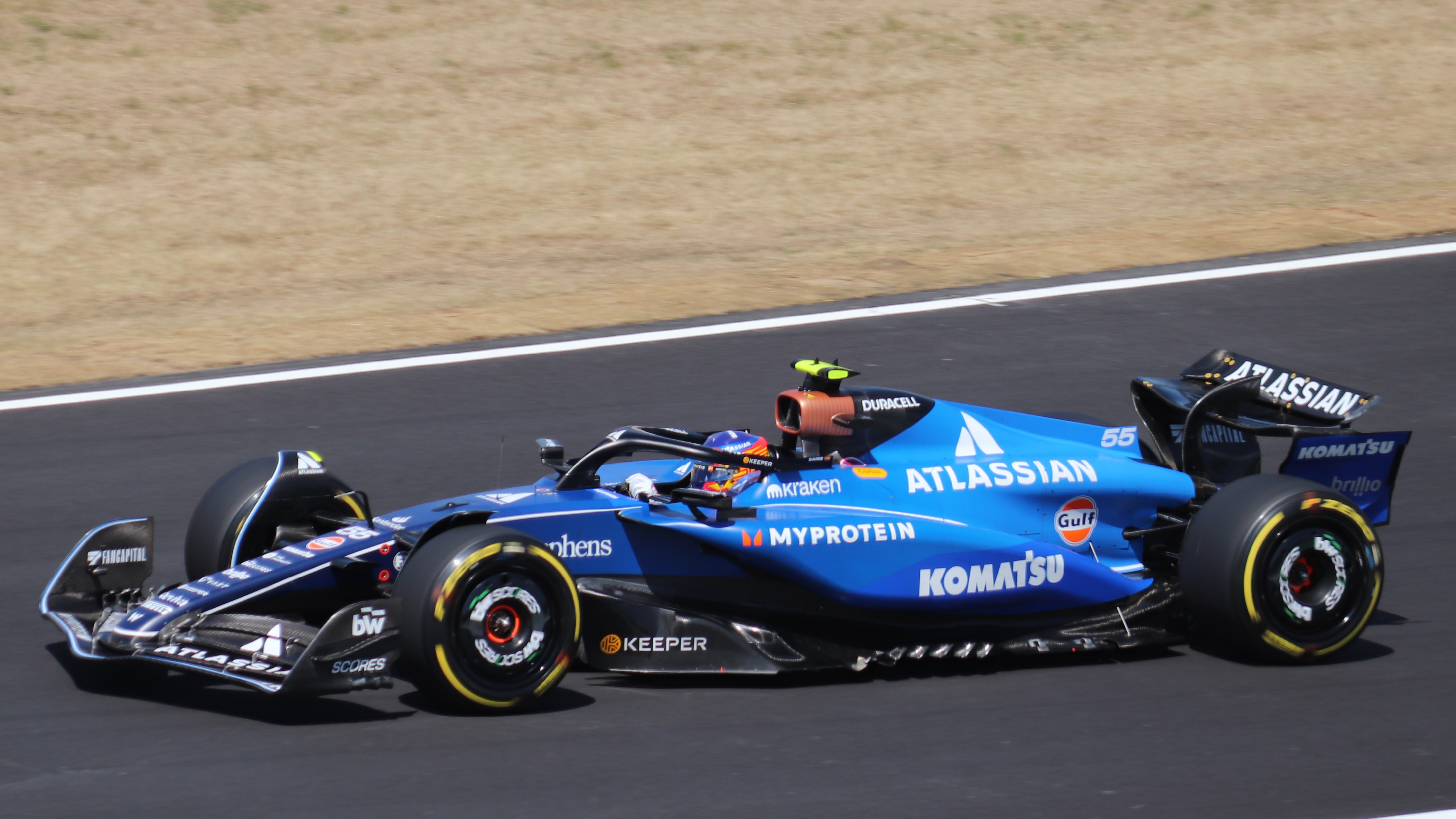
Carlos Sainz Jr. en el Gran Premio de Japón de 2025.

El 29 de julio de 2024, Williams Racing anunció la incorporación del piloto madrileño con un contrato multianual en sustitución de Logan Sargeant para 2025.
El 9 de diciembre de 2024, se convirtió en el séptimo piloto español en subir a los mandos de un Williams, esto en un film-day organizado por el equipo donde rodó el solo en el circuito un día después del Gran Premio de Abu Dabi y un día antes del inicio de los entrenamientos de postemporada 2024 de Fórmula 1. En estos test, el español marcó un 1:24.435 liderando la sesión matutina con 61 vueltas, por la tarde, rodó hasta las 146 vueltas y logró un tiempo de 1:23.635 que le colocaba como el segundo más rápido de los entrenamientos de postemporada, por detrás de su ya excompañero Charles Leclerc en Ferrari.

## Resumen de carrera
| Temporada | Categoría                                        | Equipo                          | Carreras          | Victorias         | Poles             | VR                | Podios            | Puntos            | Pos.              |
| --------- | ------------------------------------------------ | ------------------------------- | ----------------- | ----------------- | ----------------- | ----------------- | ----------------- | ----------------- | ----------------- |
| 2010      | Fórmula BMW Europa                               | EuroInternational               | 16                | 2                 | 1                 | 2                 | 5                 | 227               | 4.º               |
| 2010      | Fórmula BMW Pacífico                             | EuroInternational               | 9                 | 3                 | 2                 | 2                 | 5                 | N/A               | NC†               |
| 2010      | Eurocopa de Fórmula Renault 2.0                  | Epsilon Euskadi                 | 2                 | 0                 | 0                 | 2                 | 1                 | N/A               | NC†               |
| 2010      | Eurocopa de Fórmula Renault 2.0                  | Tech 1 Racing                   | 2                 | 0                 | 0                 | 0                 | 0                 | N/A               | NC†               |
| 2010      | European F3 Open                                 | De Villota Motorsport           | 4                 | 0                 | 0                 | 0                 | 1                 | N/A               | NC†               |
| 2010      | Fórmula Renault 2.0 Británica Series de Invierno | Koiranen Bros. Motorsport       | 2                 | 0                 | 0                 | 0                 | 0                 | 18                | 18.º              |
| 2011      | Eurocopa de Fórmula Renault 2.0                  | Koiranen Motorsport             | 14                | 4                 | 2                 | 5                 | 10                | 200               | 2.º               |
| 2011      | Copa de Europa del Norte de Fórmula Renault 2.0  | Koiranen Motorsport             | 20                | 8                 | 10                | 12                | 17                | 489               | 1.º               |
| 2011      | Fórmula 3 Euroseries                             | Signature                       | 3                 | 0                 | 0                 | 0                 | 0                 | N/A               | NC†               |
| 2011      | Gran Premio de Macao                             | Signature                       | 1                 | 0                 | 0                 | 0                 | 0                 | N/A               | 17.º              |
| 2012      | Campeonato de Fórmula 3 Británica                | Carlin                          | 26                | 1                 | 5                 | 2                 | 9                 | 224               | 6.º               |
| 2012      | Fórmula 3 Euroseries                             | Carlin                          | 24                | 2                 | 0                 | 0                 | 2                 | 112               | 9.º               |
| 2012      | Campeonato Europeo de Fórmula 3 de la FIA        | Carlin                          | 20                | 2                 | 1                 | 1                 | 5                 | 161               | 5.º               |
| 2012      | Masters de Fórmula 3                             | Carlin                          | 1                 | 0                 | 0                 | 0                 | 0                 | N/A               | 4.º               |
| 2012      | Gran Premio de Macao                             | Carlin                          | 1                 | 0                 | 0                 | 0                 | 0                 | N/A               | 7.º               |
| 2013      | GP3 Series                                       | MW Arden                        | 16                | 1                 | 0                 | 2                 | 2                 | 66                | 10.º              |
| 2013      | Fórmula Renault 3.5 Series                       | Zeta Corse                      | 9                 | 0                 | 0                 | 1                 | 0                 | 22                | 19.º              |
| 2014      | Fórmula Renault 3.5 Series                       | DAMS                            | 17                | 7                 | 7                 | 6                 | 7                 | 227               | 1.º               |
| 2015      | Fórmula 1                                        | Scuderia Toro Rosso             | 19                | 0                 | 0                 | 0                 | 0                 | 18                | 15.º              |
| 2016      | Fórmula 1                                        | Scuderia Toro Rosso             | 21                | 0                 | 0                 | 0                 | 0                 | 46                | 12.º              |
| 2017      | Fórmula 1                                        | Scuderia Toro Rosso             | 16                | 0                 | 0                 | 0                 | 0                 | 54                | 9.º               |
| 2017      | Fórmula 1                                        | Renault Sport Formula One Team  | 4                 | 0                 | 0                 | 0                 | 0                 | 54                | 9.º               |
| 2018      | Fórmula 1                                        | Renault Sport Formula One Team  | 21                | 0                 | 0                 | 0                 | 0                 | 53                | 10.º              |
| 2018      | Fórmula 1                                        | McLaren F1 Team                 | Piloto de pruebas | Piloto de pruebas | Piloto de pruebas | Piloto de pruebas | Piloto de pruebas | Piloto de pruebas | Piloto de pruebas |
| 2019      | Fórmula 1                                        | McLaren F1 Team                 | 21                | 0                 | 0                 | 0                 | 1                 | 96                | 6.º               |
| 2020      | Fórmula 1                                        | McLaren F1 Team                 | 17                | 0                 | 0                 | 1                 | 1                 | 105               | 6.º               |
| 2021      | Fórmula 1                                        | Scuderia Ferrari Mission Winnow | 13                | 0                 | 0                 | 0                 | 4                 | 164.5             | 5.º               |
| 2021      | Fórmula 1                                        | Scuderia Ferrari                | 9                 | 0                 | 0                 | 0                 | 4                 | 164.5             | 5.º               |
| 2022      | Fórmula 1                                        | Scuderia Ferrari                | 22                | 1                 | 3                 | 2                 | 9                 | 246               | 5.º               |
| 2023      | Fórmula 1                                        | Scuderia Ferrari                | 21                | 1                 | 2                 | 0                 | 3                 | 200               | 7.º               |
| 2024      | Fórmula 1                                        | Scuderia Ferrari                | 4                 | 2                 | 1                 | 1                 | 9                 | 290               | 5.º               |
| 2024      | Fórmula 1                                        | Scuderia Ferrari HP             | 19                | 2                 | 1                 | 1                 | 9                 | 290               | 5.º               |
| 2024      | Fórmula 1                                        | Williams Racing                 | Piloto de pruebas | Piloto de pruebas | Piloto de pruebas | Piloto de pruebas | Piloto de pruebas | Piloto de pruebas | Piloto de pruebas |
| 2025      | Fórmula 1                                        | Atlassian Williams Racing       | Disputándose      | Disputándose      | Disputándose      | Disputándose      | Disputándose      | Disputándose      | Disputándose      |
| Fuente:   |                                                  |                                 |                   |                   |                   |                   |                   |                   |                   |

- † Sainz fue piloto invitado, por lo tanto no fue apto para sumar puntos.

### Victorias en Fórmula 1
| N.º     | Año  | Gran Premio                        | Constructor | Grilla | Total |
| ------- | ---- | ---------------------------------- | ----------- | ------ | ----- |
| 1       | 2022 | Gran Premio de Gran Bretaña        | Ferrari     | 1      | 4     |
| 2       | 2023 | Gran Premio de Singapur            | Ferrari     | 1      | 4     |
| 3       | 2024 | Gran Premio de Australia           | Ferrari     | 2      | 4     |
| 4       | 2024 | Gran Premio de la Ciudad de México | Ferrari     | 1      | 4     |
| Fuente: |      |                                    |             |        |       |

### Pole positionsen Fórmula 1
| N.º     | Año  | Gran Premio                        | Constructor | Circuito                         | Total |
| ------- | ---- | ---------------------------------- | ----------- | -------------------------------- | ----- |
| 1       | 2022 | Gran Premio de Gran Bretaña        | Ferrari     | Circuito de Silverstone          | 6     |
| 2       | 2022 | Gran Premio de Bélgica             | Ferrari     | Circuito de Spa-Francorchamps    | 6     |
| 3       | 2022 | Gran Premio de los Estados Unidos  | Ferrari     | Circuito de las Américas         | 6     |
| 4       | 2023 | Gran Premio de Italia              | Ferrari     | Autodromo Nazionale di Monza     | 6     |
| 5       | 2023 | Gran Premio de Singapur            | Ferrari     | Circuito callejero de Marina Bay | 6     |
| 6       | 2024 | Gran Premio de la Ciudad de México | Ferrari     | Autódromo Hermanos Rodríguez     | 6     |
| Fuente: |      |                                    |             |                                  |       |

### Vueltas rápidas en Fórmula 1
| N.º     | Año  | Gran Premio                 | Constructor     | Circuito                   | Total |
| ------- | ---- | --------------------------- | --------------- | -------------------------- | ----- |
| 1       | 2020 | Gran Premio de Estiria      | McLaren-Renault | Red Bull Ring              | 4     |
| 2       | 2022 | Gran Premio de Canadá       | Ferrari         | Circuito Gilles Villeneuve | 4     |
| 3       | 2022 | Gran Premio de Francia      | Ferrari         | Circuito Paul Ricard       | 4     |
| 4       | 2024 | Gran Premio de Gran Bretaña | Ferrari         | Circuito de Silverstone    | 4     |
| Fuente: |      |                             |                 |                            |       |

## Resultados

### Fórmula 3 Euroseries
(Clave) (negrita indica pole position) (cursiva indica vuelta rápida)

| Año  | Equipo    | Motor      | 1       | 2       | 3       | 4       | 5       | 6       | 7         | 8       | 9       | 10        | 11        | 12       | 13      | 14       | 15       | 16       | 17      | 18      | 19        | 20       | 21      | 22        | 23       | 24       | 25        | 26        | 27      | Pos. | Puntos |
| ---- | --------- | ---------- | ------- | ------- | ------- | ------- | ------- | ------- | --------- | ------- | ------- | --------- | --------- | -------- | ------- | -------- | -------- | -------- | ------- | ------- | --------- | -------- | ------- | --------- | -------- | -------- | --------- | --------- | ------- | ---- | ------ |
| 2011 | Signature | Volkswagen | LEC 1   | LEC 2   | LEC 3   | HOC 1   | HOC 2   | HOC 3   | ZAN 1     | ZAN 2   | ZAN 3   | RBR 1     | RBR 2     | RBR 3    | NOR 1   | NOR 2    | NOR 3    | NÜR 1    | NÜR 2   | NÜR 3   | SIL 1     | SIL 2    | SIL 3   | VAL 1     | VAL 2    | VAL 3    | HOC 1 Ret | HOC 2 Ret | HOC 3 5 | NC*  | 0      |
| 2012 | Carlin    | Volkswagen | HOC 1 2 | HOC 2 5 | HOC 3 2 | BRH 1 4 | BRH 2 6 | BRH 3 4 | RBR 1 16† | RBR 2 7 | RBR 3 5 | NOR 1 Ret | NOR 2 25† | NOR 3 19 | NÜR 1 7 | NÜR 2 15 | NÜR 3 10 | ZAN 1 11 | ZAN 2 9 | ZAN 3 5 | VAL 1 Ret | VAL 2 10 | VAL 3 6 | HOC 1 Ret | HOC 2 13 | HOC 3 11 |           |           |         | 9.º  | 112    |

- * Sainz fue piloto invitado, por lo tanto no fue apto para sumar puntos.
- † El piloto no finalizó la carrera, pero se clasificó al completar el 90 % de la distancia total.

### Masters de Fórmula 3
| Año  | Escudería | SG | R |
| ---- | --------- | -- | - |
| 2012 | Carlin    | 2  | 4 |

### Gran Premio de Macao
| Año  | Escudería | Q  | QR | Pos. |
| ---- | --------- | -- | -- | ---- |
| 2011 | Signature | 18 | 20 | 17R  |
| 2012 | Carlin    | 5  | 4  | 7    |
| 2013 | Carlin    | 14 | 9  | 7    |

### GP3 Series
(Clave) (negrita indica pole position) (cursiva indica vuelta rápida puntuable)

| Año  | Escudería | 1   | 1   | 2   | 2   | 3   | 3   | 4   | 4   | 5   | 5   | 6   | 6   | 7   | 7   | 8   | 8   | Pos. | Puntos | Ref.    |
| ---- | --------- | --- | --- | --- | --- | --- | --- | --- | --- | --- | --- | --- | --- | --- | --- | --- | --- | ---- | ------ | ------- |
| 2013 | MW Arden  | BAR | BAR | VAL | VAL | SIL | SIL | NÜR | NÜR | BUD | BUD | SPA | SPA | MNZ | MNZ | YMC | YMC | 10.º | 66     | [ 103 ] |
| 2013 | MW Arden  | 15  | DSQ | 5   | 3   | 13  | 13  | 6   | 5   | 5   | 2   | Ret | 13  | 9   | 9   | DSQ | 18  | 10.º | 66     | [ 103 ] |

### Fórmula Renault 3.5 Series
(Clave) (negrita indica pole position) (cursiva indica vuelta rápida)

| Año  | Equipo     | 1        | 2       | 3     | 4       | 5       | 6         | 7         | 8        | 9       | 10    | 11        | 12      | 13       | 14        | 15        | 16        | 17       | Pos. | Puntos |
| ---- | ---------- | -------- | ------- | ----- | ------- | ------- | --------- | --------- | -------- | ------- | ----- | --------- | ------- | -------- | --------- | --------- | --------- | -------- | ---- | ------ |
| 2013 | Zeta Corse | MNZ 1    | MNZ 2   | ALC 1 | ALC 2   | MON 1 6 | SPA 1 Ret | SPA 2 18† | MSC 1    | MSC 2   | RBR 1 | RBR 2     | HUN 1 7 | HUN 2 22 | LEC 1 16† | LEC 2 Ret | CAT 1 Ret | CAT 2 6  | 19.º | 22     |
| 2014 | DAMS       | MNZ 1 18 | MNZ 2 1 | ALC 1 | ALC 2 4 | MON 1 4 | SPA 1     | SPA 2 1   | MSC 1 14 | MSC 2 6 | NÜR 1 | NÜR 2 Ret | HUN 1 4 | HUN 2 6  | LEC 1     | LEC 2 1   | JER 1 15  | JER 2 11 | 1.º  | 227    |

- † El piloto no finalizó la carrera, pero se clasificó al completar el 90 % de la distancia total.

### Fórmula 1
(Clave) (negrita indica pole position) (cursiva indica vuelta rápida)

| Año     | Escudería                       | 1       | 2       | 3       | 4        | 5      | 6      | 7       | 8       | 9       | 10      | 11       | 12       | 13      | 14      | 15      | 16      | 17       | 18      | 19      | 20      | 21       | 22     | 23     | 24    | Pos. | Puntos |
| ------- | ------------------------------- | ------- | ------- | ------- | -------- | ------ | ------ | ------- | ------- | ------- | ------- | -------- | -------- | ------- | ------- | ------- | ------- | -------- | ------- | ------- | ------- | -------- | ------ | ------ | ----- | ---- | ------ |
| 2015    | Scuderia Toro Rosso             | AUS 9   | MYS 8   | CHN 13  | BHR Ret  | ESP 9  | MON 10 | CAN 12  | AUT Ret | GBR Ret | HUN Ret | BEL Ret  | ITA 11   | SIN 9   | JPN 10  | RUS Ret | USA 7   | MEX 13   | BRA Ret | ABU 11  |         |          |        |        |       | 15.º | 18     |
| 2016    | Scuderia Toro Rosso             | AUS 9   | BHR Ret | CHN 9   | RUS 12   | ESP 6  | MON 8  | CAN 9   | EUR Ret | AUT 8   | GBR 8   | HUN 8    | GER 14   | BEL Ret | ITA 15  | SIN 14  | MYS 11  | JPN 17   | USA 6   | MEX 16  | BRA 6   | ABU Ret  |        |        |       | 12.º | 46     |
| 2017    | Scuderia Toro Rosso             | AUS 8   | CHN 7   | BHR Ret | RUS 10   | ESP 7  | MON 6  | CAN Ret | AZE 8   | AUT Ret | GBR Ret | HUN 7    | BEL 10   | ITA 14  | SIN 4   | MYS Ret | JPN Ret |          |         |         |         |          |        |        |       | 9.º  | 54     |
| 2017    | Renault Sport Formula One Team  |         |         |         |          |        |        |         |         |         |         |          |          |         |         |         |         | USA 7    | MEX Ret | BRA 11  | ABU Ret |          |        |        |       | 9.º  | 54     |
| 2018    | Renault Sport Formula One Team  | AUS 10  | BHR 11  | CHN 9   | AZE 5    | ESP 7  | MON 10 | CAN 8   | FRA 8   | AUT 12  | GBR Ret | GER 12   | HUN 9    | BEL 11  | ITA 8   | SIN 8   | RUS 17  | JPN 10   | USA 7   | MEX Ret | BRA 12  | ABU 6    |        |        |       | 10.º | 53     |
| 2019    | McLaren F1 Team                 | AUS Ret | BHR 19† | CHN 14  | AZE 7    | ESP 8  | MON 6  | CAN 11  | FRA 6   | AUT 8   | GBR 6   | GER 5    | HUN 5    | BEL Ret | ITA Ret | SIN 12  | RUS 6   | JPN 5    | MEX 13  | USA 8   | BRA 3   | ABU 10   |        |        |       | 6.º  | 96     |
| 2020    | McLaren F1 Team                 | AUT 5   | EST 9   | HUN 9   | GBR 13   | 70A 13 | ESP 6  | BEL DNS | ITA 2   | TOS Ret | RUS Ret | EIF 5    | POR 6    | EMI 7   | TUR 5   | BHR 5   | SAK 4   | ABU 6    |         |         |         |          |        |        |       | 6.º  | 105    |
| 2021    | Scuderia Ferrari Mission Winnow | BHR 8   | EMI 5   | POR 11  | ESP 7    | MON 2  | AZE 8  |         |         |         |         |          |          |         |         | RUS 3   |         | USA 7    | MEX 6   | SÃO 63  | QAT 7   | ARA 8    | ABU 3  |        |       | 5.º  | 164.5  |
| 2021    | Scuderia Ferrari                |         |         |         |          |        |        | FRA 11  | EST 6   | AUT 5   | GBR 6   | HUN 3    | BEL 10~  | NED 7   | ITA 6   |         | TUR 8   |          |         |         |         |          |        |        |       | 5.º  | 164.5  |
| 2022    | Scuderia Ferrari                | BHR 2   | ARA 3   | AUS Ret | EMI Ret4 | MIA 3  | ESP 4  | MON 2   | AZE Ret | CAN 2   | GBR 1   | AUT Ret3 | FRA 5    | HUN 4   | BEL 3   | NED 8   | ITA 4   | SIN 3    | JPN Ret | USA Ret | MEX 5   | SÃO 32   | ABU 4  |        |       | 5.º  | 246    |
| 2023    | Scuderia Ferrari                | BHR 4   | ARA 6   | AUS 12  | AZE 5    | MIA 5  | MON 8  | ESP 5   | CAN 5   | AUT 63  | GBR 10  | HUN 8    | BEL Ret4 | NED 5   | ITA 3   | SIN 1   | JPN 6   | QAT DNS6 | USA 36  | MEX 4   | SÃO 68  | LVG 6    | ABU 18 |        |       | 7.º  | 200    |
| 2024    | Scuderia Ferrari                | BHR 3   | ARA WD  | AUS 1   | JPN 3    | CHN 5  |        |         |         |         |         |          |          |         |         |         |         |          |         |         |         |          |        |        |       | 5.º  | 290    |
| 2024    | Scuderia Ferrari HP             |         |         |         |          |        | MIA 5  | EMI 5   | MON 3   | CAN Ret | ESP 6   | AUT 35   | GBR 5    | HUN 6   | BEL 6   | NED 5   | ITA 4   | AZE 18†  | SIN 7   | USA 2   | MEX 1   | SÃO Ret5 | LVG 3  | QAT 64 | ABU 2 | 5.º  | 290    |
| 2025*   | Atlassian Williams Racing       | AUS Ret | CHN 10  | JPN 14  | BHR Ret  | ARA 8  | MIA 9  | EMI 8   | MON 10  | ESP 14  | CAN 10  | AUT DNS  | GBR 12   | BEL 186 | HUN 14  | NED     | ITA     | AZE      | SIN     | USA     | MEX     | SÃO      | LVG    | QAT    | ABU   | 16.º | 16     |
| Fuente: |                                 |         |         |         |          |        |        |         |         |         |         |          |          |         |         |         |         |          |         |         |         |          |        |        |       |      |        |

- * Temporada en progreso.

## Balance con compañeros de equipo en Fórmula 1
| Año     | Compañero       | Clasificación | Carrera | Puntos    |
| ------- | --------------- | ------------- | ------- | --------- |
| 2015    | Max Verstappen  | 10-9          | 9-8     | 18-49     |
| 2016    | Max Verstappen  | 1-3           | 1-1     | 4-13      |
| 2016    | Daniil Kvyat    | 11-6          | 12-3    | 42-4      |
| 2017    | Daniil Kvyat    | 8-6           | 9-4     | 48-4      |
| 2017    | Pierre Gasly    | 2-0           | 0-0     | 0-0       |
| 2017    | Nico Hülkenberg | 1-3           | 1-2     | 6-9       |
| 2018    | Nico Hülkenberg | 8-13          | 11-10   | 53-69     |
| 2019    | Lando Norris    | 10-11         | 9-5     | 96-49     |
| 2020    | Lando Norris    | 8-9           | 7-6     | 105-97    |
| 2021    | Charles Leclerc | 9-13          | 8-14    | 164,5-159 |
| 2022    | Charles Leclerc | 7-15          | 7-7     | 246-308   |
| 2023    | Charles Leclerc | 7-15          | 10-12   | 200-206   |
| 2024    | Charles Leclerc | 9-14          | 8-13    | 290-340   |
| Fuente: |                 |               |         |           |

## Filmografía
- Documental (02-02-2015), «Informe Robinson - Carlos Sainz Jr. en Formula 1» en YouTube[105][106]
- Documental (11-03-2015), «Carlos Sainz Jr.: camino al 55» en RedBull.com[107][108]

### Citas
1. ↑  «Carlos Sainz Chili». 20 de septiembre de 2016. Archivado desde el original el 31 de enero de 2017. Consultado el 9 de octubre de 2016.
2. ↑  «Carlos Sainz, el “Smooth Operator” de la Fórmula 1».
3. ↑  «Llegó el momento del Sainz Jr. "Matador"».
4. ↑  «C² Classroom: Spanish lesson». Ferrari en YouTube (en inglés). 9 de mayo de 2021. Consultado el 27 de marzo de 2022.
5. ↑  Podio de Carlos Sainz en Brasil, premio al sufrimiento
6. ↑  motorsport.es. «Sainz sigue los pasos de las leyendas de la F1: ¿Podrá emularlas?». Consultado el 4 de agosto de 2024.
7. ↑  Longest finishing streaks in F1 instagram.com
8. ↑  www.formula1.com. «New record: Brazil 2019 trumps Monza 2008 for F1's youngest ever podium». Consultado el 18 de noviembre de 2019.
9. ↑  Carlos Sainz Júnior: De tal palo, tal astilla sport.es
10. ↑  Míguez, Marcos (29 de octubre de 2013). «Carlos Sainz Vázquez de Castro: «Si yo pierdo la perspectiva, ya está mi padre para centrarme»». La Voz de Galicia. Consultado el 26 de febrero de 2015.
11. ↑  www.ewrc-results.com. «Antonio Sainz» (en inglés). Consultado el 4 de marzo de 2014.
12. ↑  «36° TORNEO INDUSTRIE». trofeodelleindustrie.it (en italiano). Consultado el 15 de mayo de 2017.
13. ↑  El hijo de Carlos Sainz se proclama Campeón de Asia Pacífico
14. ↑  Carlos Sainz Jr. toma el relevo y ya es campeón conquistando el Asia Pacifico 18 años después que su padre
15. ↑  Carlos Miquel (6 de octubre de 2009). «Carlos Sainz Jr. piloto Red Bull por cinco años». AS.
16. ↑  Carlos Sainz Jr. gana en Macao, uno de los circuitos más prestigiosos y difíciles del mundo, tras marcar la pole y liderar la carrera de la primera a la última vuelta Archivado el 19 de diciembre de 2013 en Wayback Machine.
17. ↑  «Carlos Sainz Junior, vencedor en la carrera de Macao». Diario MARCA. 21 de noviembre de 2010. Consultado el 19 de noviembre de 2019.
18. ↑  «Carlos Sainz Jr. conquista la Fórmula Renault 2.0». 28 de agosto de 2011. p. AS.com. Consultado el 15 de mayo de 2017.
19. ↑  «Da Costa ganó un GP de Macao que se les atragantó a Juncadella y Sainz». El Confidencial. 18 de noviembre de 2012. Consultado el 19 de noviembre de 2019.
20. ↑  «Arden ficha a Carlos Sainz Jr. y Daniil Kvyat». 9 de enero de 2013. p. GPupdate.net. Consultado el 15 de mayo de 2017.
21. ↑  «Carlos Sainz Jr., séptimo en Macao». redbull.com. 18 de noviembre de 2013. Consultado el 19 de noviembre de 2019.
22. ↑  «DAMS announces a driver line-up for 2014» (en inglés). 18 de diciembre de 2013. p. Motorsport.com. Consultado el 15 de mayo de 2017.
23. ↑  «Carlos Sainz Jr cumple y es campeón de las World Series, ahora le toca a Red Bull». El Confidencial. 18 de octubre de 2014. Consultado el 19 de noviembre de 2019.
24. ↑  «Carlos Sainz júnior se proclama campeón de las World Series». Diario El Mundo. 18 de octubre de 2014. Consultado el 19 de noviembre de 2019.
25. ↑  «Carlos Sainz se proclama campeón de las World Series by Renault». soymotor.com. 18 de octubre de 2014. Consultado el 19 de noviembre de 2019.
26. ↑  «Carlos Sainz, campeón de las World Series». Diario ABC. 20 de octubre de 2019. Consultado el 19 de noviembre de 2019.
27. ↑  Sergio Lillo. «El debut de Carlos Sainz Jr. no evita el mejor tiempo de Ricciardo». Archivado desde el original el 21 de julio de 2013. Consultado el 19 de julio de 2013.
28. ↑  autohebdosport.es (20 de julio de 2013). «La semana fantástica de Carlos y Dani». Archivado desde el original el 29 de noviembre de 2014. Consultado el 22 de julio de 2013.
29. ↑  Scuderia Toro Rosso (28 de noviembre de 2014). «Sainz to race for Scuderia Toro Rosso». Archivado desde el original el 30 de noviembre de 2014. Consultado el 28 de noviembre de 2014.
30. ↑  MARCA (10 de octubre de 2015). «Carlos Sainz sufre un grave accidente en Sochi».
31. ↑  S.L, EDICIONES PLAZA. «Carlos Sainz, cuarto en Singapur, logra su mejor resultado en la Fórmula 1». Alicanteplaza. Consultado el 25 de mayo de 2019.
32. 1 2 3 4 5  F1, STATS. «Carlos SAINZ • STATS F1». www.statsf1.com. Consultado el 3 de julio de 2022.
33. ↑  Mancebo, Adrián (8 de julio de 2018). «Accidente Sainz vs Grosjean: Una oportunidad perdida». Autobild.es. Consultado el 25 de mayo de 2019.
34. ↑  «Carlos Sainz ficha por McLaren para sustituir a Fernando Alonso». www.elmundo.es. Consultado el 16 de agosto de 2018.
35. ↑  «Carlos Sainz hace historia con su primer podio en F1». Diario MARCA. 17 de noviembre de 2019. Consultado el 18 de noviembre de 2019.
36. ↑  «Histórico podio de Carlos Sainz». Diario AS. 17 de noviembre de 2019. Consultado el 18 de noviembre de 2019.
37. ↑  «Podio épico de Carlos Sainz (tercero) tras una increíble remontada... y desastre de Ferrari». El Confidencial. 17 de noviembre de 2019. Consultado el 18 de noviembre de 2019.
38. ↑  «Carlos Sainz consigue su primer podio después de salir último». El País. 18 de noviembre de 2019. Consultado el 18 de noviembre de 2019.
39. ↑  «Carlos Sainz consigue el primer podio de su vida en el GP de Brasil tras una sanción Hamilton». Diario El Mundo. 18 de noviembre de 2019. Consultado el 18 de noviembre de 2019.
40. ↑  «Sainz: "McLaren ha pasado años muy duros y hoy toca celebrarlo"». Diario MARCA. 17 de noviembre de 2019. Consultado el 18 de noviembre de 2019.
41. ↑  «El día grande de Carlos Sainz: "Remontada mía y de McLaren toda la temporada"». El Confidencial. 17 de noviembre de 2019. Consultado el 18 de noviembre de 2019.
42. ↑  «Lo que no se vio del podio más largo de la historia». Diario AS. 18 de noviembre de 2019. Consultado el 18 de noviembre de 2019.
43. ↑  «Las cinco claves del primer podio de Carlos Sainz». Diario El Mundo. 18 de noviembre de 2019. Consultado el 18 de noviembre de 2019.
44. ↑  «Estadísticas: Gran Premio de Brasil 2019». ingenierodesofa.wordpress.com. 18 de noviembre de 2019. Consultado el 18 de noviembre de 2019.
45. ↑  «Sainz se empareja con campeones del mundo». Diario AS. 18 de noviembre de 2019. Consultado el 18 de noviembre de 2019.
46. ↑  «Carlos Sainz, cuarto español en lograr un podio en F1». Diario MARCA. 17 de noviembre de 2019. Consultado el 18 de noviembre de 2019.
47. ↑  www.eurosport.com https://www.eurosport.com/geoblocking.shtml |url= sin título (ayuda). Consultado el 22 de noviembre de 2020.
48. ↑  «GP Gran Bretaña - Un pinchazo destroza la carrera de Sainz: «Una pena, habría acabado cuarto»». Motor.es. 2 de agosto de 2020. Consultado el 22 de noviembre de 2020.
49. ↑  20minutos (9 de agosto de 2020). «Carlos Sainz se harta tras el tercer fallo en boxes en cinco carreras: "Otra vez que se tiran los puntos a la basura"». www.20minutos.es - Últimas Noticias. Consultado el 22 de noviembre de 2020.
50. ↑  «Sexto heroico de Carlos Sainz, en la victoria 88 de Hamilton». Marca.com. 16 de agosto de 2020. Consultado el 22 de noviembre de 2020.
51. ↑  «Renault estudia la causa de la rotura del motor de Sainz en Spa». Motor.es. 31 de agosto de 2020. Consultado el 22 de noviembre de 2020.
52. ↑  «Carlos Sainz acaricia el cielo en Monza y logra el segundo tras Pierre Gasly». Marca.com. 6 de septiembre de 2020. Consultado el 22 de noviembre de 2020.
53. ↑  20minutos (14 de septiembre de 2020). «El brutal accidente de Mugello, visto desde el coche de Sainz: el halo le salvó de ser aplastado por otro coche». www.20minutos.es - Últimas Noticias. Consultado el 22 de noviembre de 2020.
54. ↑  «Así ha sido el accidente de Carlos Sainz en Rusia: error claro del de McLaren». LaSexta. 27 de septiembre de 2020. Consultado el 22 de noviembre de 2020.
55. ↑  «Sainz: "El quinto me sabe a poco"». Marca.com. 11 de octubre de 2020. Consultado el 22 de noviembre de 2020.
56. ↑  «"El día que Sainz se sentó en la mesa de Senna"». Marca.com. 26 de octubre de 2020. Consultado el 22 de noviembre de 2020.
57. ↑  «Sainz, brillante remontada en Turquía: 'Cuenta el domingo'». es.motorsport.com. Consultado el 20 de diciembre de 2020.
58. ↑  20minutos (29 de noviembre de 2020). «Carlos Sainz culmina una gran remontada, del 15º al 5º, en el GP de Bahréin del gran accidente de Grosjean». www.20minutos.es - Últimas Noticias. Consultado el 20 de diciembre de 2020.
59. ↑  «Oficial: Carlos Sainz es el nuevo piloto de Ferrari». Infobae. 14 de mayo de 2020. Consultado el 14 de mayo de 2020.
60. 1 2  «El momento de tensión de Carlos Sainz en la Q1 de Baréin: "¡El motor se ha parado, no sé por qué!"». LaSexta. 27 de marzo de 2021. Consultado el 1 de abril de 2021.
61. ↑  «GP de Bahrein de F1 2021 - Carrera, resultados y tiempos». Marca.com. 14 de mayo de 2018. Consultado el 1 de abril de 2021.
62. ↑  «Sainz ya se atreve con el Ferrari en las salidas: así fue su arrancada en Imola». Motor.es. 20 de abril de 2021. Consultado el 13 de mayo de 2021.
63. ↑  «Sainz, tras Portugal: 'Todo ha salido mal, toca aprender'». es.motorsport.com. Consultado el 13 de mayo de 2021.
64. ↑  «GP España de F1: Carlos Sainz vuelve a puntuar en el Circuit». Autopista. Consultado el 13 de mayo de 2021.
65. ↑  20minutos (23 de mayo de 2021). «Carlos Sainz, un líder de la nueva generación: ha estado en tres de los cuatro podios más jóvenes de la historia». www.20minutos.es - Últimas Noticias. Consultado el 24 de mayo de 2021.
66. ↑  «¿Qué ha pasado con Ferrari en Francia? Carlos Sainz y Charles Leclerc, hundidos». LaSexta. 20 de junio de 2021. Consultado el 15 de diciembre de 2021.
67. 1 2  «2021 • STATS F1». www.statsf1.com. Consultado el 15 de diciembre de 2021.
68. ↑  Wojtaszczyk, Albert David (1 de agosto de 2021). «Vettel, descalificado: Sainz sube al podio en Hungría». Car and Driver. Consultado el 15 de diciembre de 2021.
69. ↑  «El podio más dulce de Sainz». AS.com. 26 de septiembre de 2021. Consultado el 15 de diciembre de 2021.
70. ↑  «Gigante Carlos Sainz: acaba 5º del Mundial tras lograr un brillante podio». MARCA. 12 de diciembre de 2021. Consultado el 15 de diciembre de 2021.
71. ↑  «Sainz agradece a Binotto por elegirle: "Todo gracias a tu confianza"». SoyMotor.com. Consultado el 15 de diciembre de 2021.
72. ↑  de 2022, 21 de Marzo. «1-2 en Bahrein hace soñar otra vez a Ferrari». infobae. Consultado el 3 de julio de 2022.
73. ↑  «La carrera de Carlos Sainz en Arabia Saudita: otro podio que le mantiene segundo en el campeonato». www.sportingnews.com. Consultado el 3 de julio de 2022.
74. ↑  «Sainz abandona en la salida de Imola tras un golpe de Ricciardo». SoyMotor.com. Consultado el 3 de julio de 2022.
75. ↑  «Carlos Sainz: Spanish driver signs new Ferrari contract until 2024 Formula 1 season». Sky Sports (en inglés). Consultado el 15 de abril de 2024.
76. ↑  «2022 • STATS F1». www.statsf1.com. Consultado el 3 de julio de 2022.
77. ↑  MDZ Deportes (3 de julio de 2022). «Carlos Sainz gana por primera vez en la Fórmula 1 en un accidentado Gran Premio británico». MDZ Online. Consultado el 3 de julio de 2022.
78. ↑  «Sainz rompe motor y se incendia su Ferrari en Austria». Motorsport.com. 10 de julio de 2022. Consultado el 12 de abril de 2024.
79. ↑  «Sainz abandonó en Japón: "Ha sido pura suerte que no me hayan dado"». Motorsport.com. 9 de octubre de 2022. Consultado el 12 de abril de 2024.
80. ↑  «Desastre para Carlos Sainz y exhibición de coraje de Fernando Alonso en Austin». El Mundo. 23 de octubre de 2022. Consultado el 12 de abril de 2024.
81. ↑  «Sainz: "Es la sanción más injusta que he visto en mi vida"». SoyMotor.com. Consultado el 15 de abril de 2024.
82. ↑  «Carlos Sainz abandona en Spa tras un toque con Piastri». Sport. 30 de julio de 2023. Consultado el 15 de abril de 2024.
83. ↑  Pablo de Villota (4 de septiembre de 2023). «La prueba de fuego de Monza, que demuestra que Sainz da su mejor versión bajo presión». El Confidencial. Consultado el 16 de abril de 2024.
84. ↑  Sergio Martinez (18 de septiembre de 2023). «La graduación de Carlos Sainz: Así fue su magistral victoria en Singapur». Car and Driver. Consultado el 16 de abril de 2024.
85. ↑  «OFICIAL: Carlos Sainz no correrá el GP de Catar por problemas técnicos». SoyMotor.com. Consultado el 16 de abril de 2024.
86. ↑  Sergio Martinez (23 de octubre de 2023). «Lewis Hamilton y Charles Leclerc, excluidos de carrera: Carlos Sainz hereda el podio en Estados Unidos». Car and Driver. Consultado el 16 de abril de 2024.
87. ↑  Miguel Sanz (27 de noviembre de 2023). «Un final de pesadilla en Las Vegas y Abu Dabi para Sainz». Marca. Consultado el 16 de abril de 2024.
88. ↑  Jesús Balseiro (1 de febrero de 2024). «Es oficial: Hamilton, a Ferrari en 2025 en el lugar de Sainz». Diario AS. Consultado el 16 de abril de 2024.
89. ↑  «Ferrari confirma las buenas sensaciones en la pretemporada de F1». France 24. 23 de febrero de 2024. Consultado el 17 de abril de 2024.
90. ↑  «Carlos Sainz será operado de apendicitis y no correrá en Jeddah». El Mundo (España). 8 de marzo de 2024. Consultado el 17 de abril de 2024.
91. ↑  «Carlos Sainz está listo tras su operación de apendicitis: "Puedo hacerlo bien desafiando a Red Bull"». Eurosport. 21 de marzo de 2024. Consultado el 17 de abril de 2024.
92. ↑  «"Papá, ¿me oyes?": así fue la conversación de los Sainz por radio en el adiós a Ferrari». LaSexta. 17 de diciembre de 2024. Consultado el 19 de diciembre de 2024.
93. ↑  «OFICIAL: Carlos Sainz firma con Williams para 2025». SoyMotor.com. 29 de julio de 2024. Consultado el 29 de julio de 2024.
94. ↑  «Sainz, el séptimo español al volante de un Williams de F1». SoyMotor.com. 10 de diciembre de 2024. Consultado el 10 de diciembre de 2024.
95. ↑  «Sainz causa sensación con el Williams: ¡Segundo en los test de Abu Dabi!». SoyMotor.com. 10 de diciembre de 2024. Consultado el 10 de diciembre de 2024.
96. ↑  «Carlos Sainz, más rápido en los test que Albon y Colapinto en la clasificación». SoyMotor.com. 10 de diciembre de 2024. Consultado el 10 de diciembre de 2024.
97. ↑  «Updated: Abu Dhabi Formula 1 test driver line-up». GrandPrix247.com. 26 de noviembre de 2018. Consultado el 8 de abril de 2019.
98. ↑  «All the drivers taking part in the 2024 post-season test in Abu Dhabi». Fórmula 1 (en inglés). Formula One World Championship Limited. 9 de diciembre de 2024. Consultado el 10 de diciembre de 2024.
99. ↑  «Carlos Sainz Jr. | Racing career profile | Driver Database». Driver Database (en inglés). Consultado el 8 de abril de 2019.
100. ↑  «Carlos SAINZ - Victorias • STATS F1». www.statsf1.com. Consultado el 4 de julio de 2022.
101. ↑  «Carlos SAINZ - Pole positions • STATS F1». www.statsf1.com. Consultado el 4 de julio de 2022.
102. ↑  «Carlos SAINZ - Vueltas rápidas • STATS F1». www.statsf1.com. Consultado el 3 de julio de 2022.
103. ↑  «Driver Standings - GP3 Series 2013». GP3 Series (GP2 Motorsport Limited). Archivado desde el original el 28 de octubre de 2018. Consultado el 1 de marzo de 2019.
104. ↑  «Carlos SAINZ - Modelos • STATS F1». www.statsf1.com. Consultado el 15 de diciembre de 2021.
105. ↑  INFORME ROBINSON (AVANCE): CARLOS SAINZ EN FÓRMULA 1 plus.es
106. ↑  INFORME ROBINSON (AVANCE 2): CARLOS SÁINZ, EN FÓRMULA 1 plus.es
107. ↑  ‘Camino 55’: El viaje de Carlos Sainz a la Fórmula 1 motor.as.com
108. ↑  Carlos Sainz: Camino al 55 - Trailer youtube.com